# Lavatrice

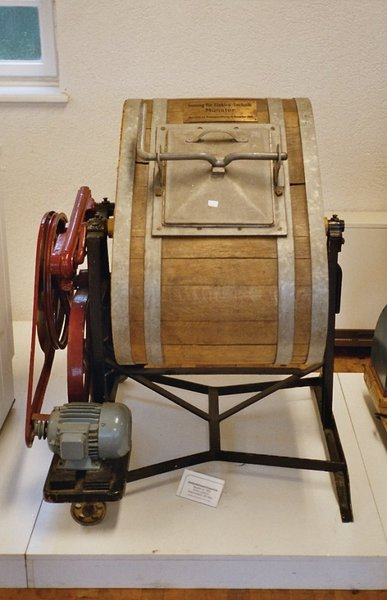
Esemplare storico di lavatrice in legno

La macchina lavatrice, più semplicemente lavatrice, è un elettrodomestico utilizzato per il lavaggio automatico degli indumenti. Per effettuare il ciclo di lavaggio utilizza solitamente l'acqua in abbinamento a detergenti, ma esistono altri dispositivi di lavaggio che eseguono il lavaggio a secco facendo uso di solventi organici, di solito utilizzati in esercizi specializzati.
La lavatrice fa parte della categoria dei "grandi elettrodomestici", anche chiamati "elettrodomestici bianchi", a cui appartengono anche il frigorifero, il congelatore, la lavastoviglie, la lavasciuga e il condizionatore.
Si distingue fra lavatrici finalizzate all'utilizzo domestico, per il lavaggio degli indumenti (chiamate anche lavabiancheria) e quelle per uso industriale (non necessariamente destinate al lavaggio di indumenti).

## Storia

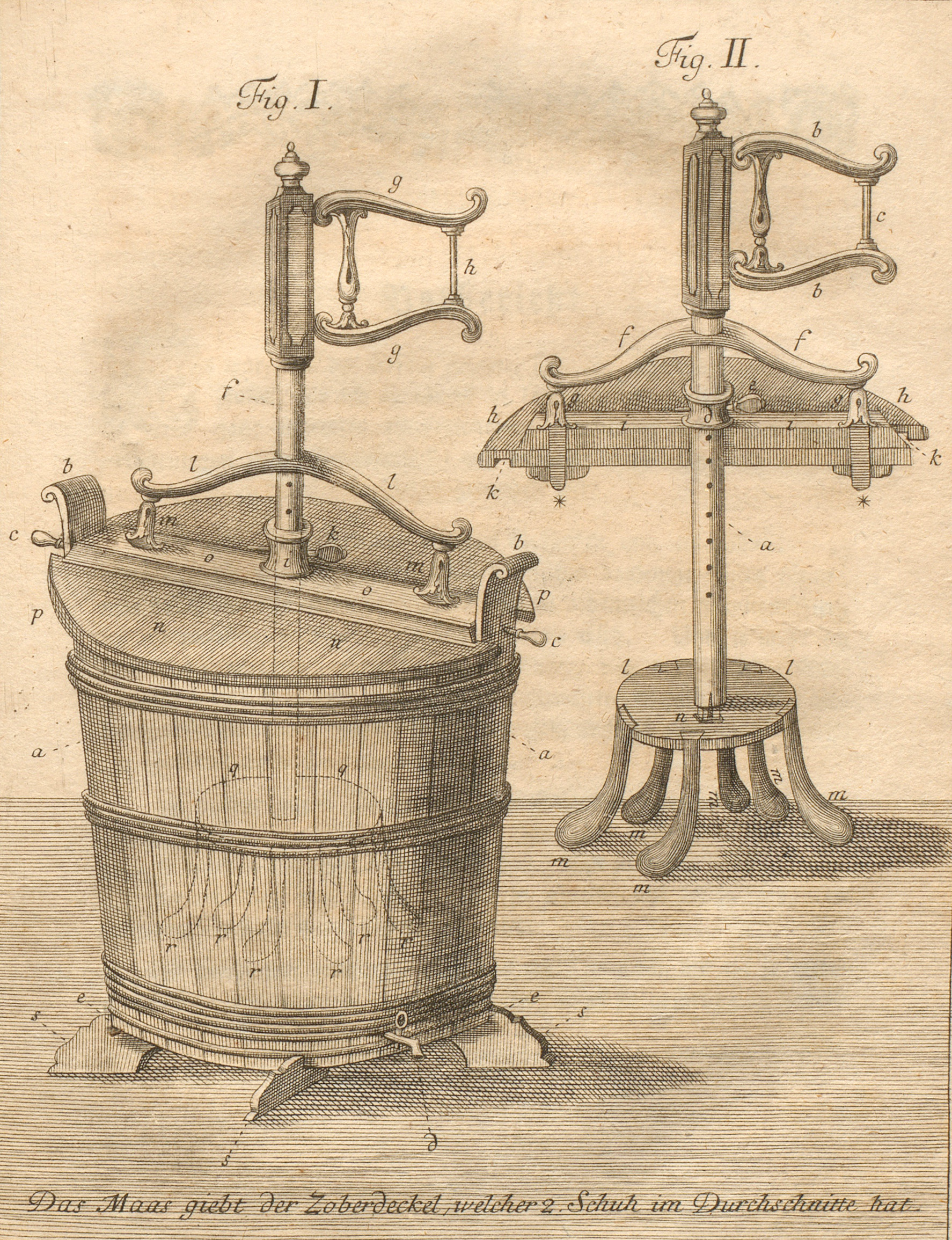
Illustrazione della lavatrice di Jacob Christian Schäffer (1766)

I primi tipi di macchina per lavare furono sviluppati tra il 1765 e il 1767 rispettivamente dallo scrittore lettone Gothards Frīdrihs Stenders e da un teologo tedesco di Ratisbona, Jacob Christian Schäffer.
Come è accaduto per moltissime invenzioni, ci si è inizialmente ispirati a meccanizzare il processo manuale: le prime lavatrici, infatti, furono concepite come macchine atte a "sfregare" i panni, simulando così l'effetto manuale del modo più diffuso di lavare la biancheria. Le macchine così realizzate, il cui movimento fu inizialmente manuale, poi elettrico, presentavano però l'evidente svantaggio di provocare un'eccessiva usura dei panni, nonché risultati di lavaggio decisamente deludenti. 
In Italia, già nel 1853 si ha notizia a Napoli di due macchine dotate di caldaia per il vapore, realizzate da Luigi Armingaud, che pulivano mediante utilizzo di ranno; una era installata presso il Real Albergo dei Poveri e l'altra presso l'asilo della Chiesa di Santa Maria della Vita.
La prima lavatrice elettrica fu lanciata negli Stati Uniti nel 1907 da Alva Fisher. Nello stesso anno furono messe in commercio lavatrice elettriche dalla Automatic Electric Washer Company e dalla Hurley Machine Corporation.
La prima ed unica soluzione efficace fu l'adozione dell'agitatore: il principio è quello di "forzare" la soluzione detergente attraverso le fibre dei tessuti agitandoli e "sbattendoli" attraverso l'acqua. Sviluppata in America, questa tecnologia è sostanzialmente ancora oggi praticamente la più diffusa nel mondo nonché la più efficace. Negli anni venti ci fu qualche tentativo di adottare nuove tecnologie di lavaggio, con la comparsa delle lavatrici a cestello (ad asse orizzontale), che trovarono però impiego nel tempo specialmente per le applicazioni industriali, le quali curavano di meno l'aspetto della pulizia e smacchiatura nel lavaggio a macchina. Infatti la biancheria veniva e a tutt'oggi viene, in queste circostanze, solitamente controllata e smacchiata preventivamente a mano prima del lavaggio, e comunque poi scrupolosamente controllata anche dopo il lavaggio per verificare la completa rimozione dello sporco, ed eventualmente smacchiata manualmente anche dopo il lavaggio. 
I modelli ad agitatore sostanzialmente forniscono prestazioni migliori sui risultati di lavaggio e furono quindi generalmente preferiti ai modelli a cestello ad asse orizzontale, dotandoli via via di ulteriori funzionalità: resistenze per il riscaldamento dell'acqua, mangani a rulli per la strizzatura della biancheria. Lo sviluppo di questo modello vide la realizzazione delle cosiddette "twin tub", cioè delle lavatrici a due vasche: una con agitatore, nella quale si effettuava il lavaggio dei panni, l'altra con cestello ad asse verticale, dove i panni venivano risciacquati e strizzati per centrifugazione; questo modello è tuttora piuttosto diffuso, soprattutto nei paesi asiatici e africani. Il modello con vasca unica e cestello ad asse orizzontale, tipicamente europeo, non ha invece riscontrato grande successo negli USA, dove anche per le automatiche si è proseguito con la produzione e quindi l'uso preferenziale di lavatrici ad agitatore, anche se alcune aziende (Bendix, Westinghouse, Whirlpool) hanno realizzato numerosi modelli a cestello ad asse orizzontale.
Dopo la Seconda guerra mondiale, lo slancio industriale che caratterizzò soprattutto l'Europa occidentale vide nascere nuove esigenze e desiderio di benessere: a livello domestico (anche per il ruolo della donna che stava considerevolmente cambiando, soprattutto in Italia) le industrie elettromeccaniche iniziarono una fervida attività di ricerca e produzione di lavatrici. La Germania, che già prima della guerra aveva iniziato la produzione di lavatrici, riprese continuando sulla scia della tecnologia inizialmente adottata, che vedeva una decisa scelta per i modelli a cestello ad asse orizzontale. Le lavatrici tedesche erano però caratterizzate da notevoli problemi statici, poiché prive di sospensioni (la vasca era solidale con la scocca della macchina) che ne rendevano piuttosto complicata l'installazione: dovevano infatti essere fissate al pavimento. 
In Italia si adottò inizialmente il modello americano, con agitatore ad una vasca e mangano per la strizzatura (Candy modello 50, prodotta nel 1947), poi il modello classico a due vasche, semi-automatico (Candy bi-matic, prodotta nel 1957, Rex-Zanussi mod. 250, prodotta alla fine degli anni cinquanta) e, in seguito, sulla scia dei moltissimi modelli automatici importati dalla Germania, anche in Italia si proseguì la produzione di lavatrici automatiche a modello tedesco, quindi a cestello (ad asse orizzontale) con i modelli (Candy Automatic, 1959, Rex-Zanussi modello 260 etc.) ulteriormente evoluti nelle superautomatiche a seguito dell'adozione delle vaschette per il detersivo separate (per pre-lavaggio, lavaggio, additivi di risciacquo). Le lavatrici hanno raggiunto la maturità di prodotto negli anni successivi, che in Europa si è concentrata in particolare sull'efficienza energetica, allo scopo di ridurre il consumo d'acqua ed energia.

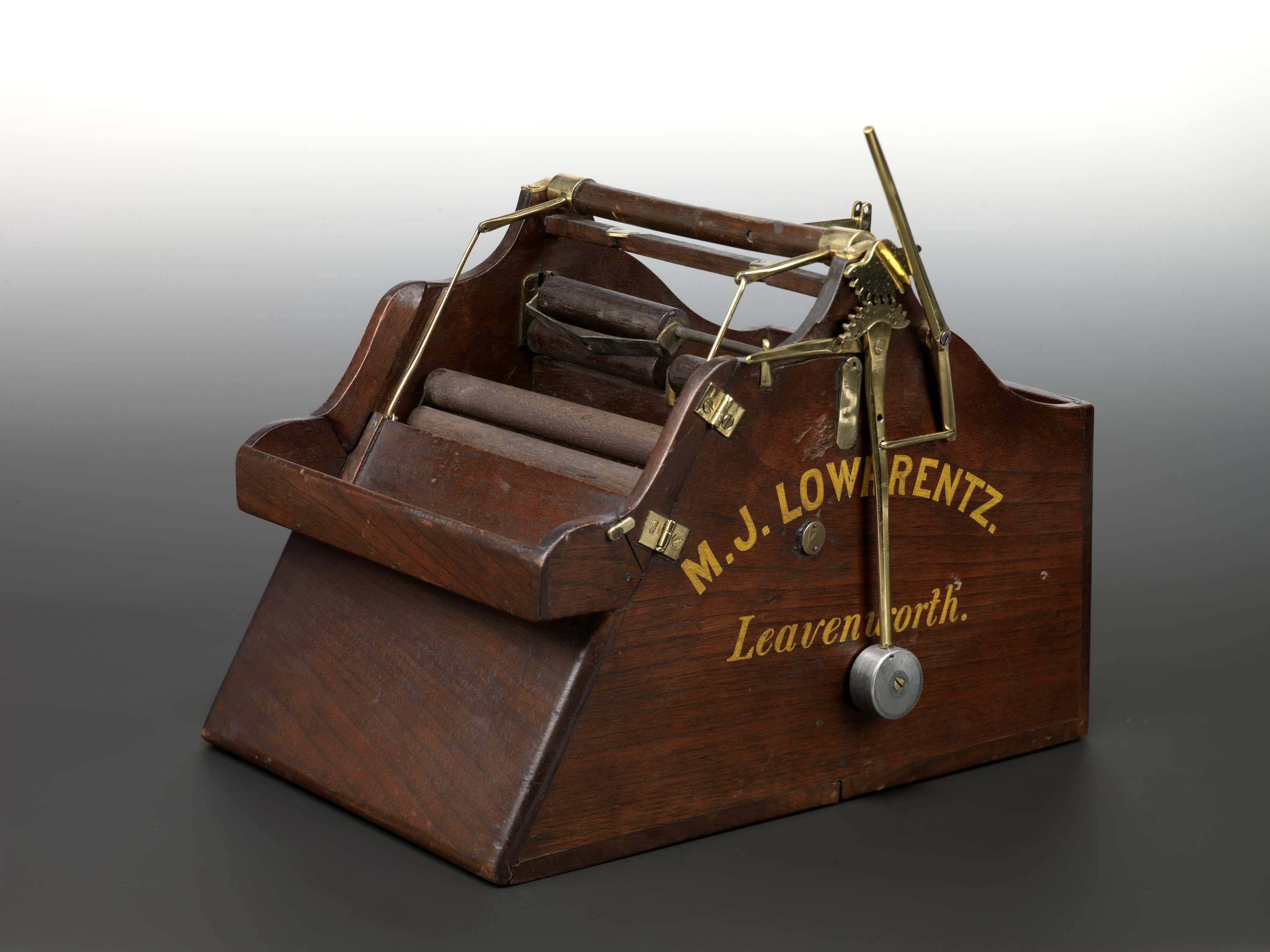
Lavatrice del 1866, Smithsonian American Art Museum
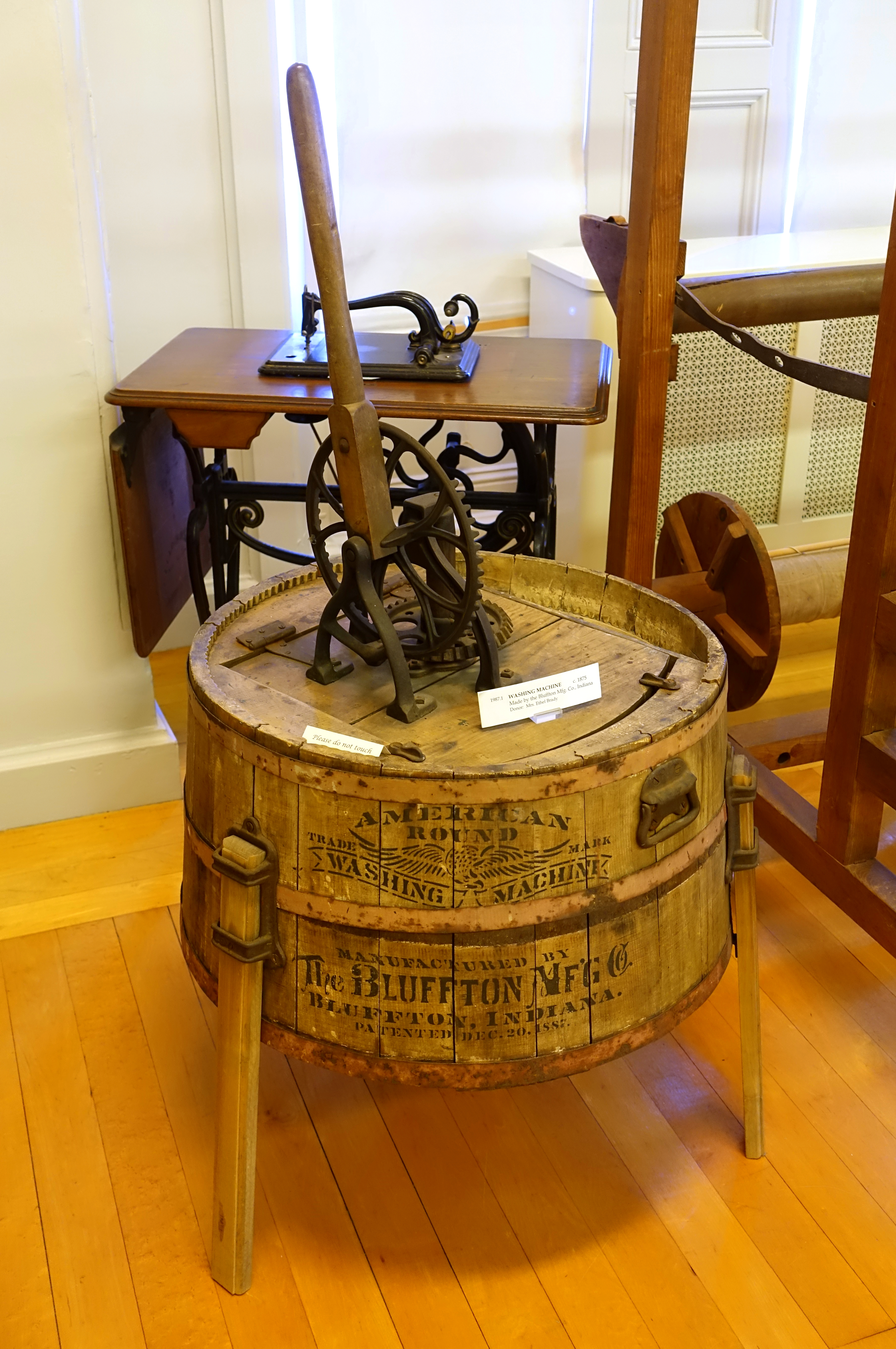
Lavatrice in legno del 1875 circa (Old Colony History Museum - Taunton, Massachusetts)
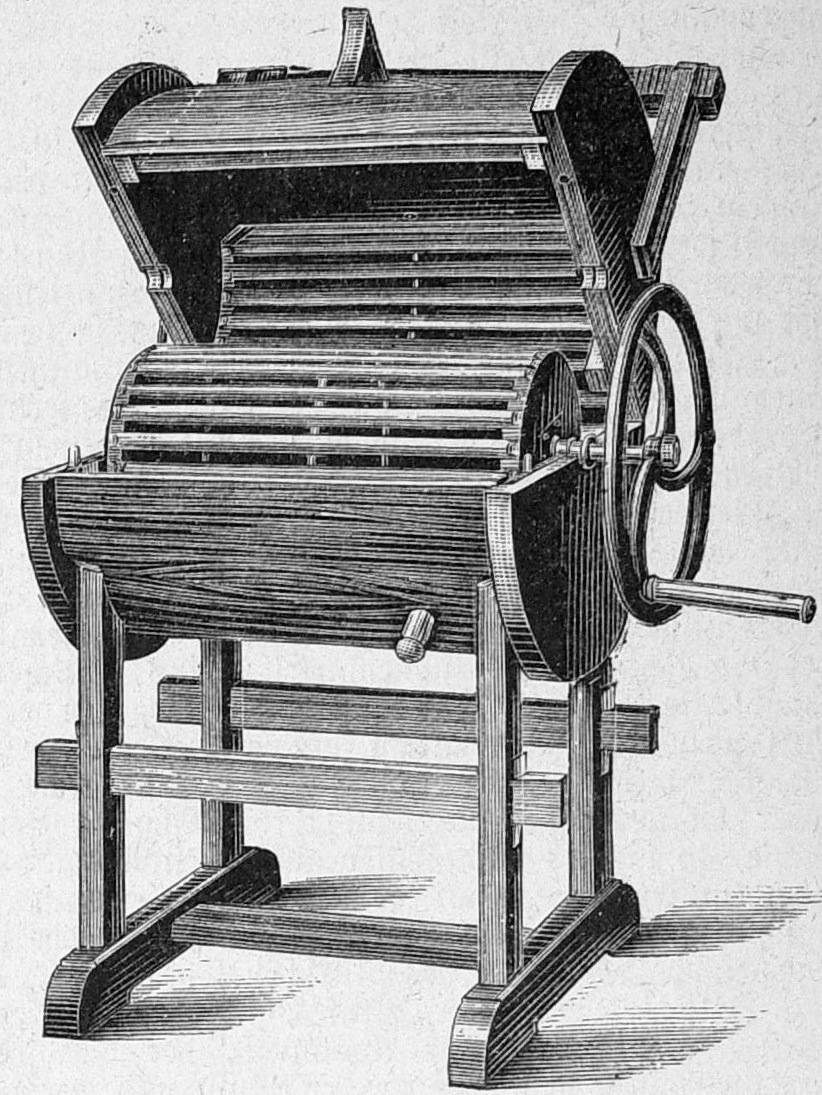
Illustrazione di una lavatrice ad asse orizzontale e azionamento manuale sul giornale Die Gartenlaube (1886)
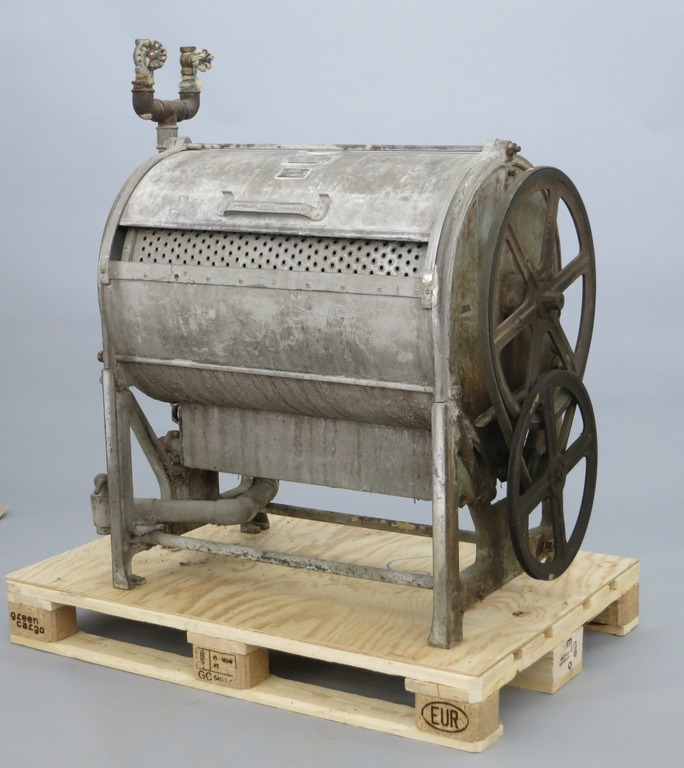
Lavatrice ad asse orizzontale degli anni 1920-1930
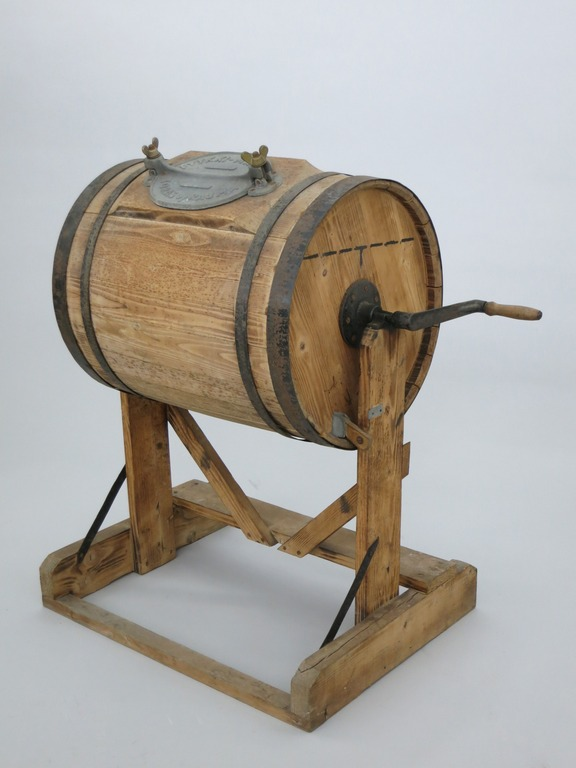
Lavatrice a manovella ad asse orizzontale, prodotta in Finlandia intorno al 1943-1949 da Toras Oy.
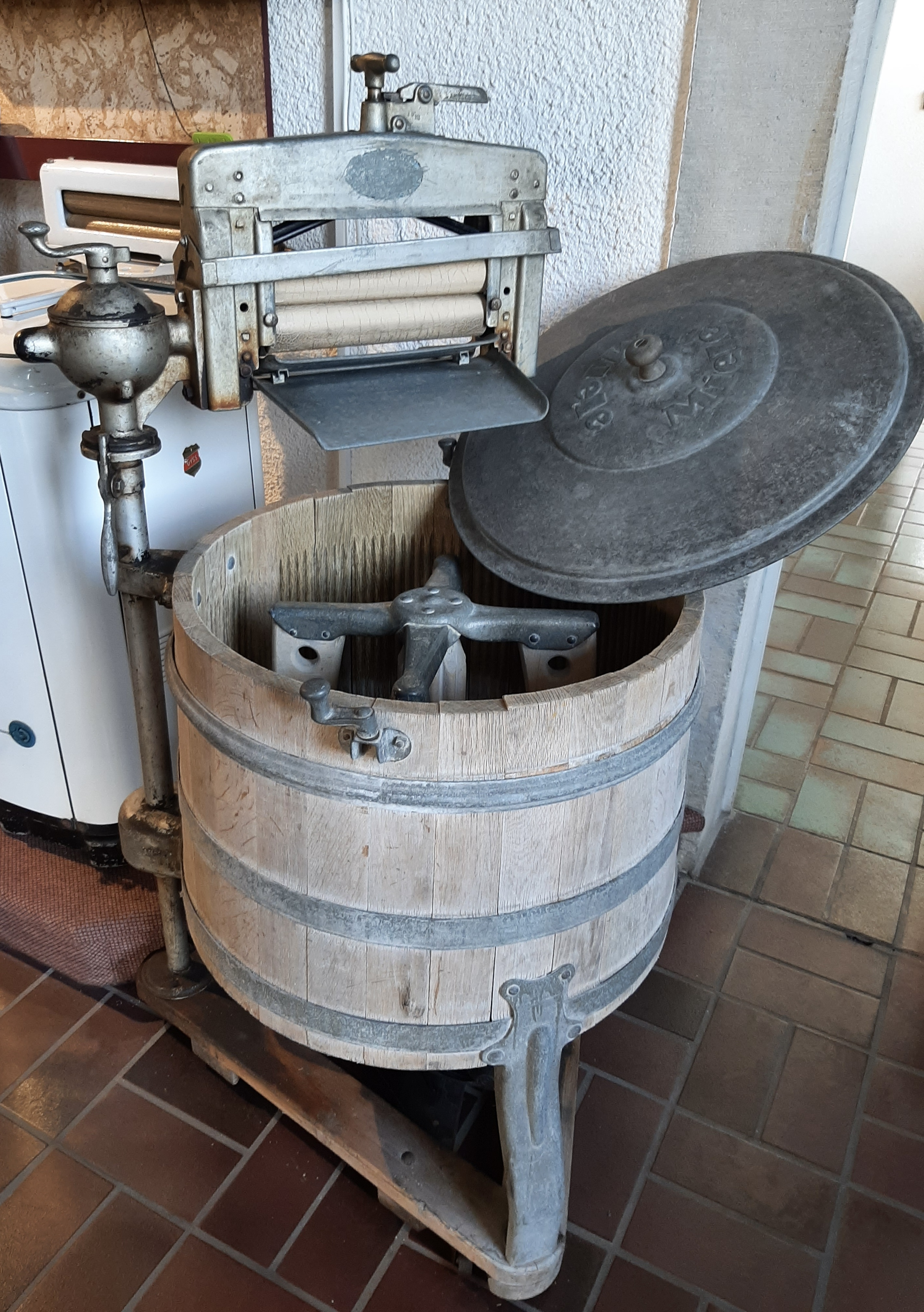
Lavatrice in legno con agitatore ad asse verticale (Musée des Usines Municipales di Colmar, Francia)
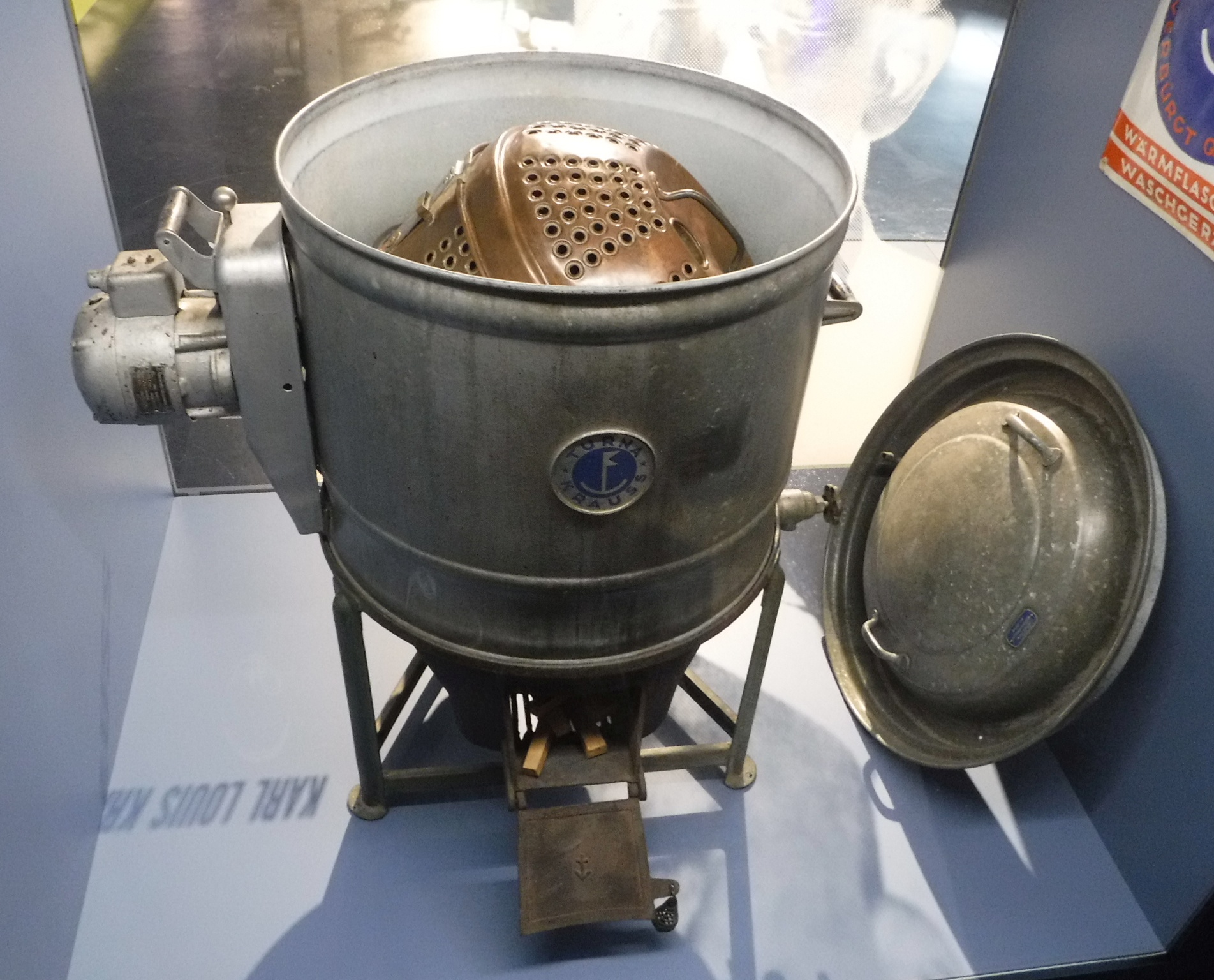
Lavatrice "Turna Krauss" del 1936 con cestello di lavaggio perforato
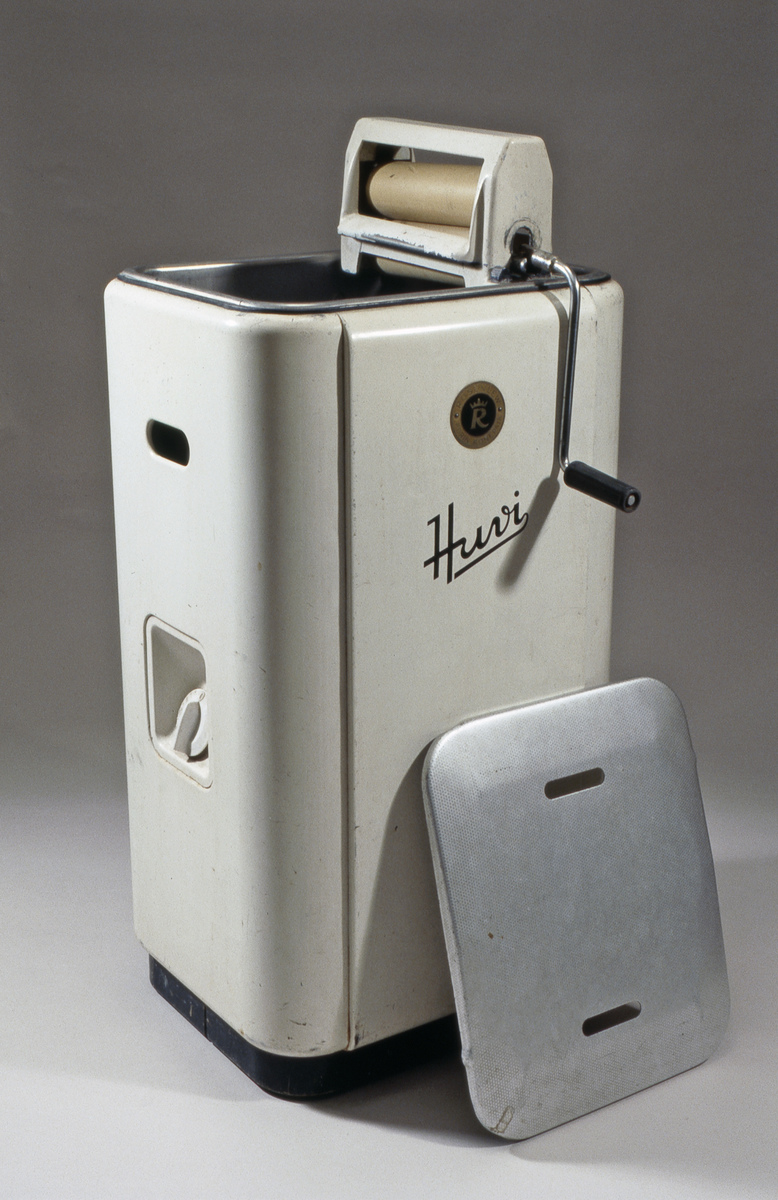
Una lavatrice ad asse verticale con carica dall'alto del 1956-1957.
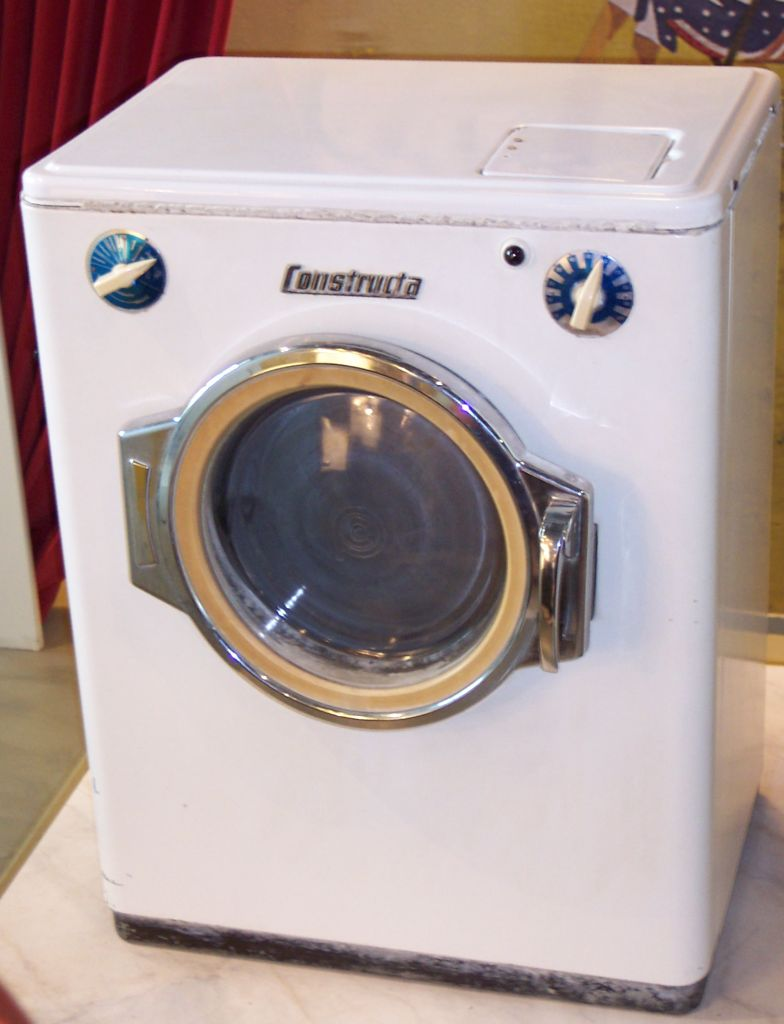
Una lavatrice degli anni 1950 a carica frontale della marca Constructa
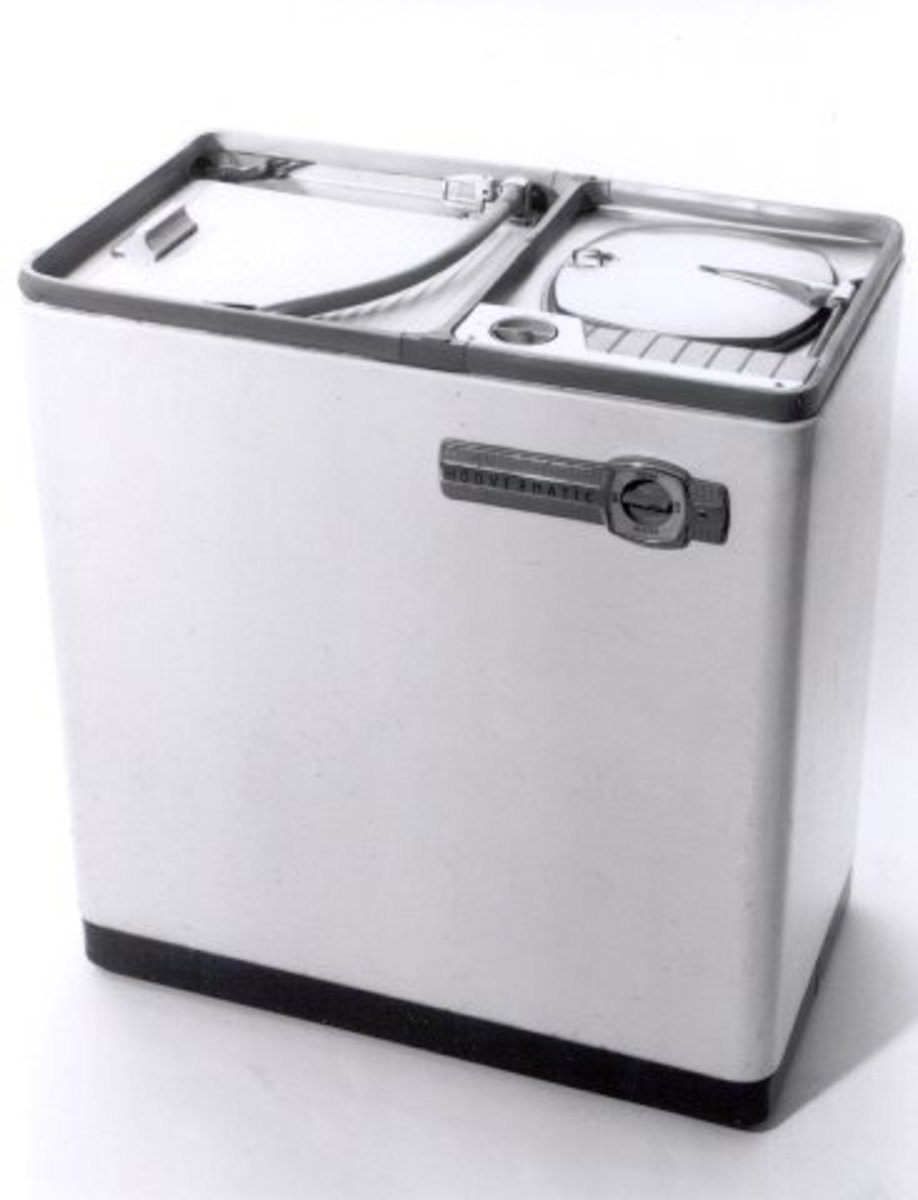
Lavatrice di tipo twin tub

## Funzionamento
Escludendo i tipi di lavatrice più antichi o meno comuni, il funzionamento di una lavatrice è basato su una vasca a tenuta stagna che contiene il "cestello", ovvero una vasca più piccola forata, solitamente in acciaio, dove si mettono gli indumenti da lavare, introducendoli attraverso uno sportello a tenuta stagna (chiamato "oblò" nelle lavatrici a carica frontale). La vasca e il cestello sono generalmente sospesi al telaio della lavatrice attraverso delle molle.
Il cestello viene riempito d'acqua all'interno della quale sono stati dosati detergenti, ammorbidenti e smacchianti (attraverso l'apposita vaschetta della lavatrice) e mantiene gli indumenti da lavare in ammollo; il tutto viene fatto ruotare grazie al motore a una certa velocità di rotazione (che può essere espressa in giri al minuto o RPM) in funzione del programma di lavaggio desiderato, con le rotazioni intervallate da fasi di quiete e periodicamente il rilascio dell'acqua presente all'interno e il caricamento di acqua pulita.
In alternativa alla tecnica dell'ammollo in acqua, la lavatrice può funzionare con la tecnica detta "lavaggio a ricircolo" o RWS (dall'inglese Recycle Water System), che sfrutta la caduta a pioggia dell'acqua.
L'acqua per il lavaggio può essere riscaldata mediante una resistenza elettrica oppure prelevata già calda da una fonte esterna. La temperatura dell'acqua viene regolata attraverso un termostato, mantenendola al valore associato al programma di lavaggio selezionato dall'utente.
L'utente deve selezionare, a mezzo di comandi analogici o digitali, un programma di lavaggio specifico; una volta che la macchina è avviata, un timer meccanico oppure una scheda elettronica si occupano di gestire automaticamente tutte le operazioni da compiere per il lavaggio.
A seconda del programma di lavaggio impostato, la lavatrice può svolgere diverse fasi di lavaggio, tra cui:
- prelavaggio con detersivo
- riscaldamento dell’acqua
- lavaggio
- risciacquo
- centrifuga
- asciugatura (solo per le lavasciuga)

La centrifuga consiste nella rotazione del cestello a velocità elevata (fino anche a 1.600 giri al minuto), allo scopo di allontanare dagli indumenti l'acqua di lavaggio sfruttando la forza centrifuga. Per minimizzare le vibrazioni durante questa fase, la vasca attorno al cestello è provvista di ammortizzatori. La fase di centrifuga non è svolta dai programmi per la lana, che altrimenti rischierebbero di infeltrirsi.
Le lavatrici sono generalmente provviste di appositi sistemi di sicurezza per evitare che l'acqua della lavatrice possa sversarsi all'esterno oppure entrare in contatto con parti elettriche, tra cui:
- antirabbocco: blocca l'afflusso di acqua nel cestello nel caso in cui superi il limite massimo[7]
- antiallagamento: blocca la lavatrice nel caso in cui il sistema antirabbocco fallisca[7]
- acqua-stop: blocca la lavatrice in caso di guasti ai tubi di carico e scarico.[7]

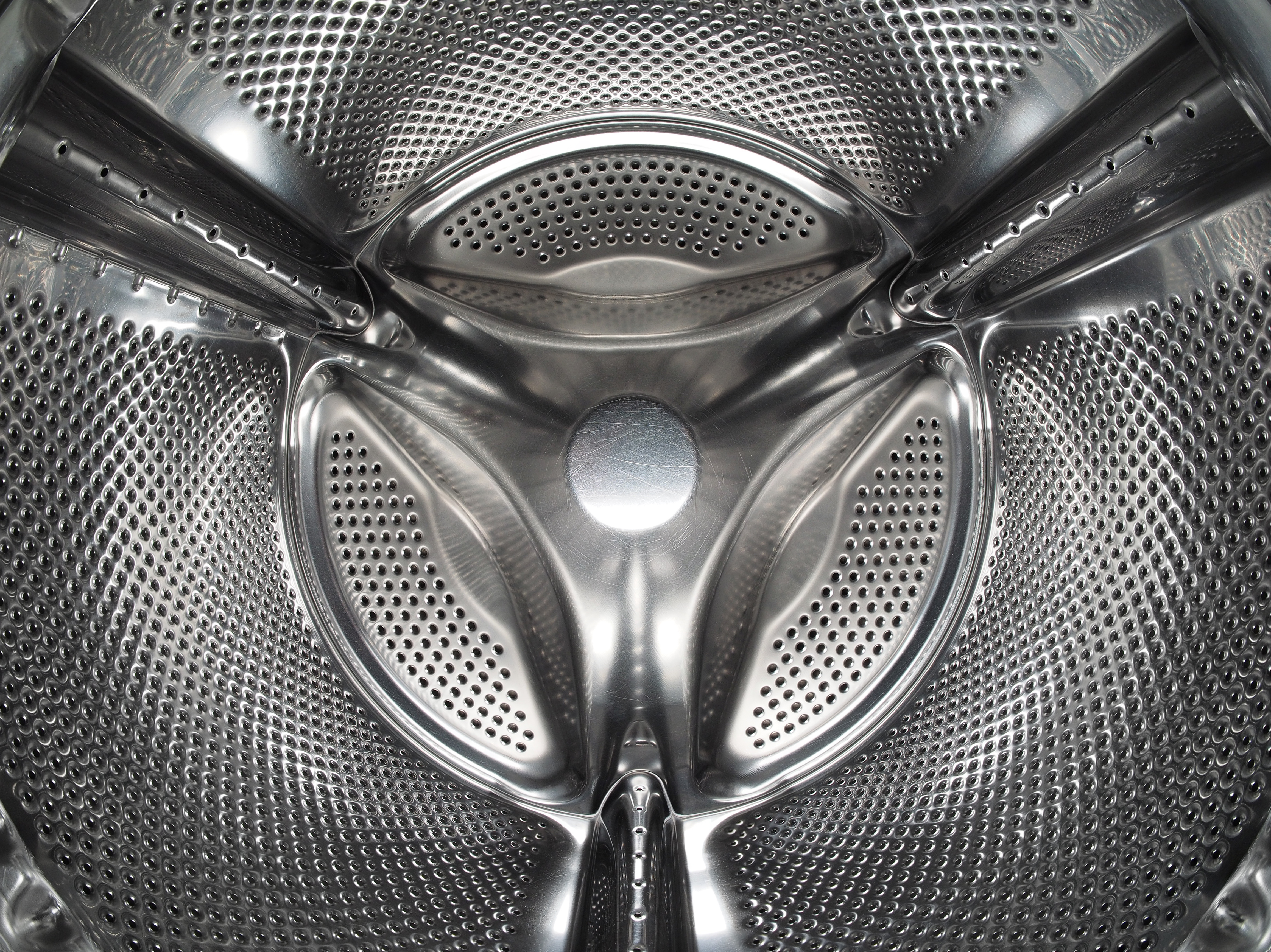
Cestello di una lavatrice Bosch
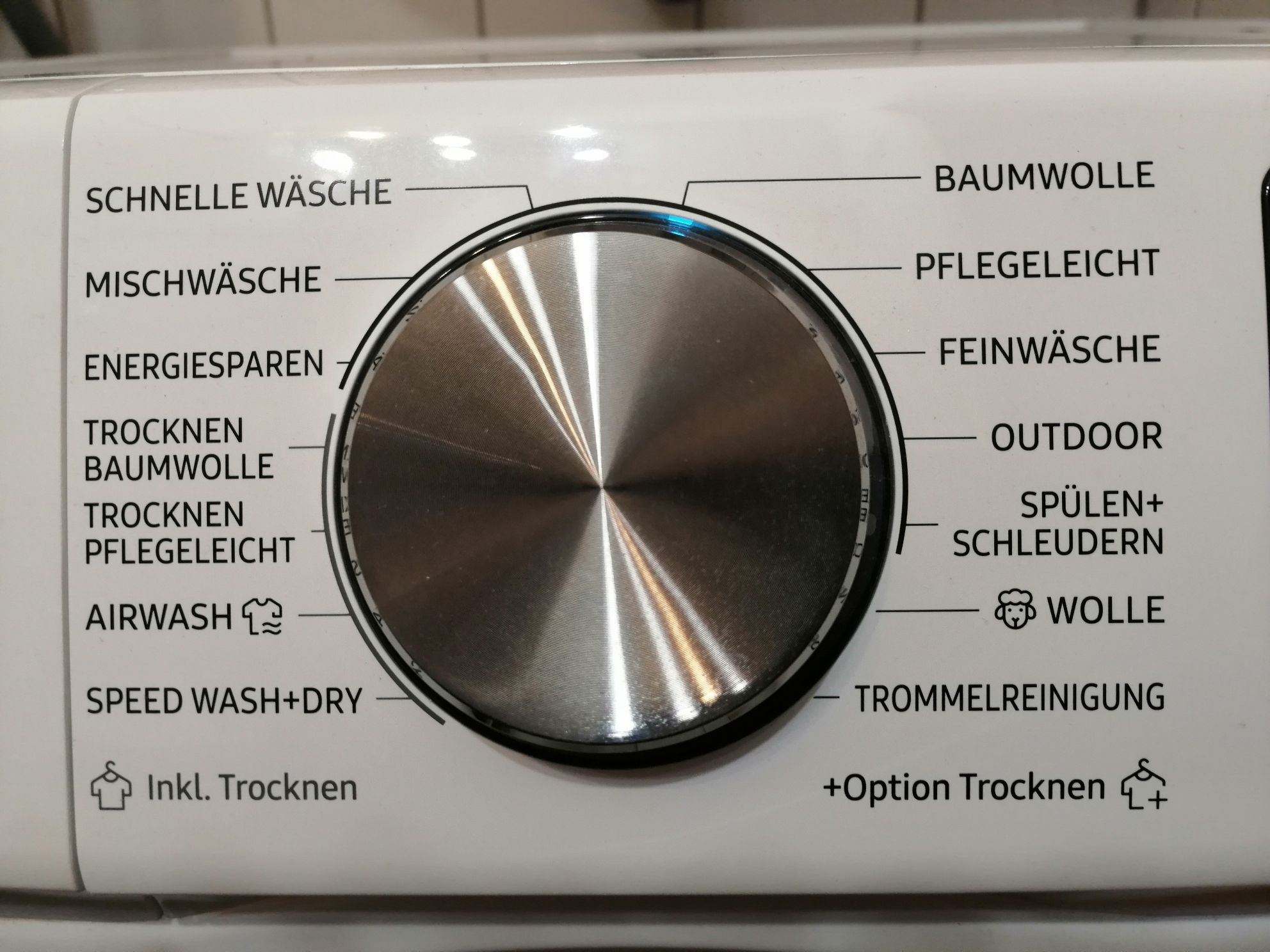
Selettore del programma di lavaggio
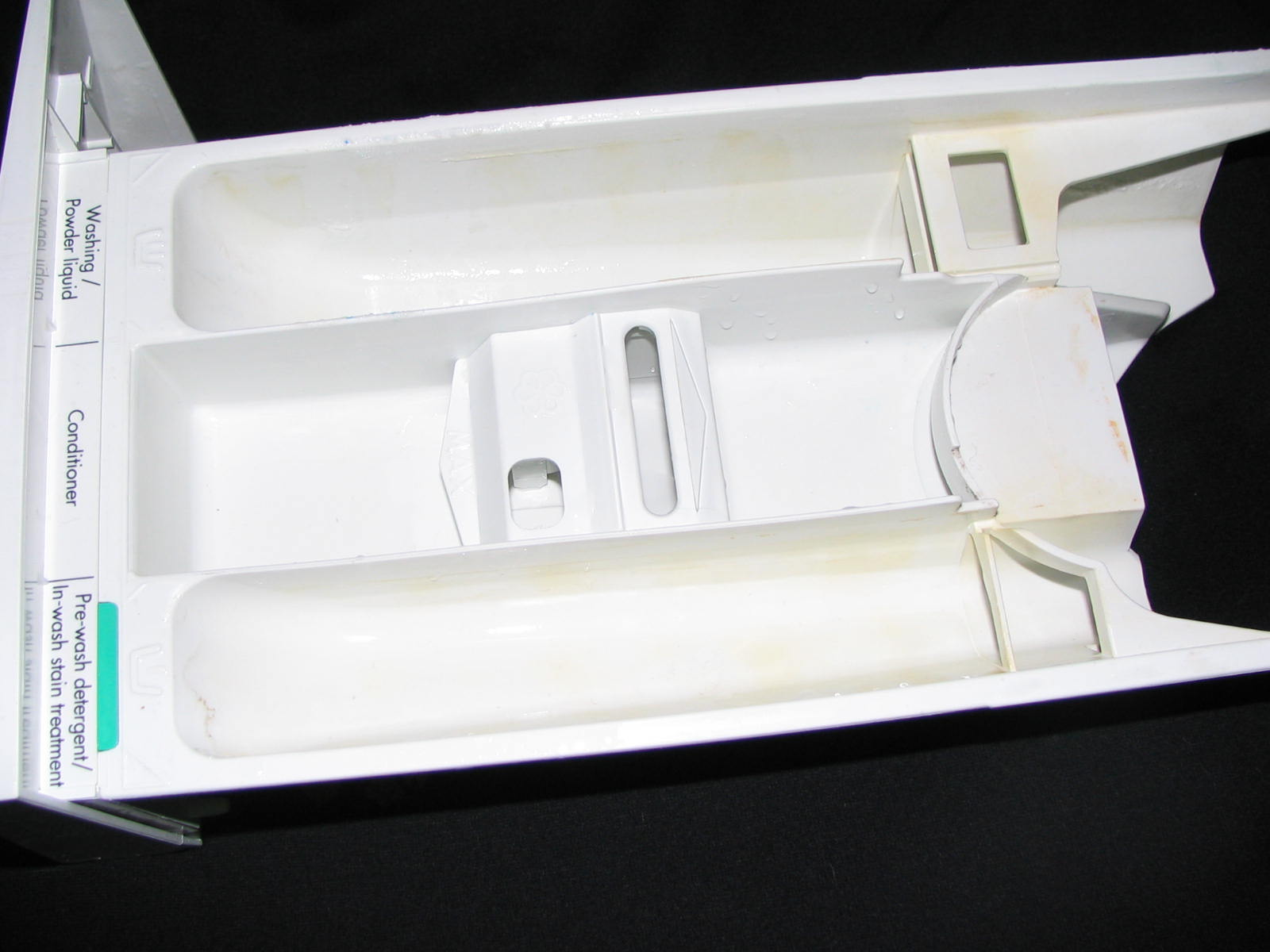
Vaschetta per il dosaggio di detersivi, ammorbidenti e smacchianti
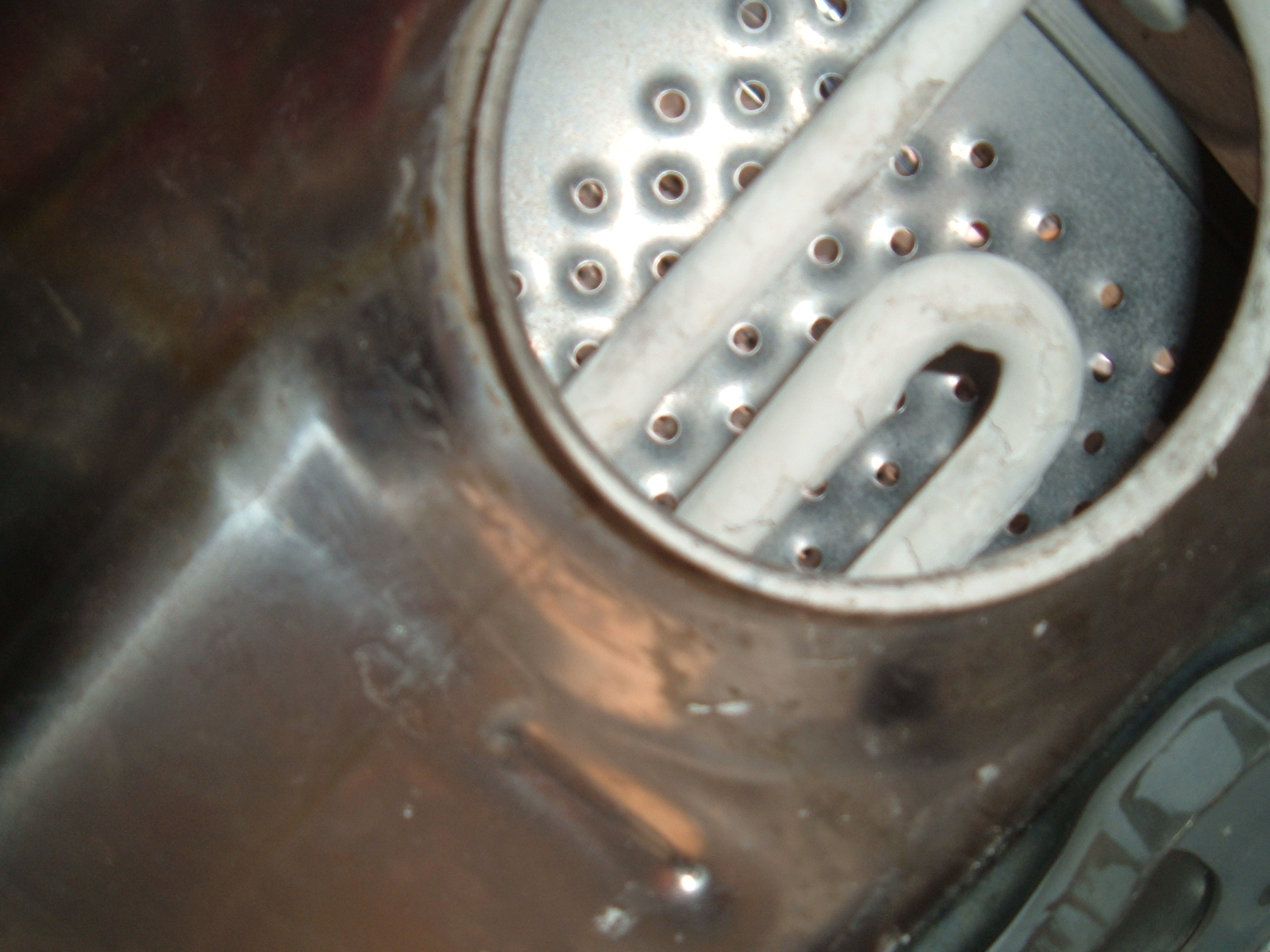
Elemento riscaldante in una lavatrice
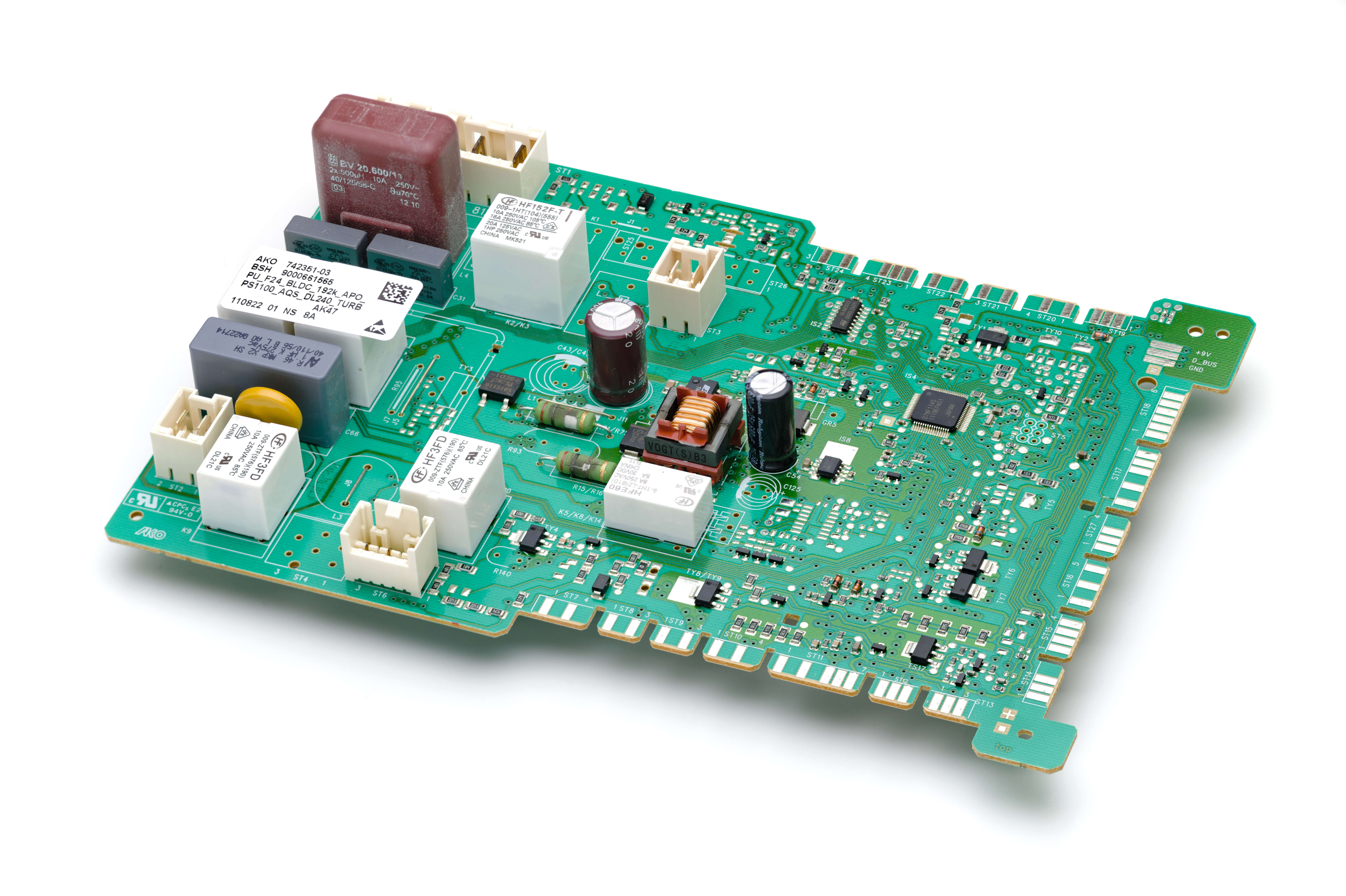
Scheda elettronica per il controllo di una lavatrice Bosch

## Tipi

### Lavatrici domestiche
Tra tutti gli elettrodomestici moderni, la lavatrice è quello che ha maggiormente cambiato il modo di vita di tutti i giorni, dal momento che prima della sua diffusione il lavaggio degli indumenti assorbiva una grande quantità di tempo e di energia, soprattutto da parte delle donne. Per questo la lavatrice viene considerata un elemento importante nella storia dell'emancipazione femminile.
Attualmente esistono due tipologie di lavatrici:
- a carica frontale, che hanno uno sportello sulla parte anteriore della macchina, il cosiddetto oblò. Questi modelli sono i più diffusi, permettono solitamente di osservare ciò che avviene all'interno del cestello durante il programma di lavaggio grazie al vetro posto nell'oblò e consentono la sovrapposizione di oggetti, per esempio di un'asciugatrice o di un cesto per la biancheria sporca.
- A carica dall'alto, nelle quali lo sportello è posto invece sulla parte superiore della macchina. Solitamente hanno capacità di carico e dimensioni minori rispetto alle lavatrici a carica frontale. Hanno come vantaggio la possibilità di essere posizionate anche in spazi angusti, grazie allo spessore ridotto, e la semplificazione delle operazioni di carico e scarico della macchina, consentendo di eseguirle senza chinarsi.

Altri tipi di lavatrice sono le lavatrici slim, di dimensioni più compatte (larghe circa 33-46 cm, contro i 60 cm di una normale lavatrice) e, di dimensioni ancora più ridotte, le mini-lavatrici portatili da viaggio o da campeggio.
L'introduzione del microprocessore in questo elettrodomestico ha permesso di facilitarne l'uso, di migliorare il lavaggio e al contempo di ridurne l'usura: il timer permette di posticipare con precisione l'ora di partenza del lavaggio; i sensori di posizione del cestello, collegati al processore, permettono l'avvio della centrifugazione solo quando la biancheria è stata distribuita uniformemente, in modo da non sollecitare eccessivamente i cuscinetti di supporto del cestello e non causare eccessivi movimenti e vibrazioni della macchina; a fine lavaggio, se la macchina non viene svuotata subito, il cestello può ruotare a intervalli regolari per non far impaccare la biancheria già semiasciutta.
Attualmente l'utilizzo di una moderna lavatrice si rivela semplice e versatile: è sufficiente infatti inserire i capi da lavare nel cestello, caricare il detersivo ed eventuali additivi (ammorbidenti, candeggianti ecc.) nel cestello stesso oppure nell'apposito dispensatore, in genere tramite appositi misurini, chiudere lo sportello e utilizzare i comandi per impostare i vari parametri del lavaggio che s'intende eseguire (tessuti da lavare, temperatura, velocità di centrifuga, durata del lavaggio ecc.) e per avviare la macchina. 
Le lavatrici attuali dispongono di una chiusura automatica di sicurezza dello sportello, riapribile solo dopo la fine del lavaggio stesso, per evitare pericolose fuoriuscite d'acqua a programma in corso con rischio di allagamenti.
Alcuni modelli di lavatrice hanno porte USB o dispositivi Wi-Fi per essere collegate a sistemi di domotica.

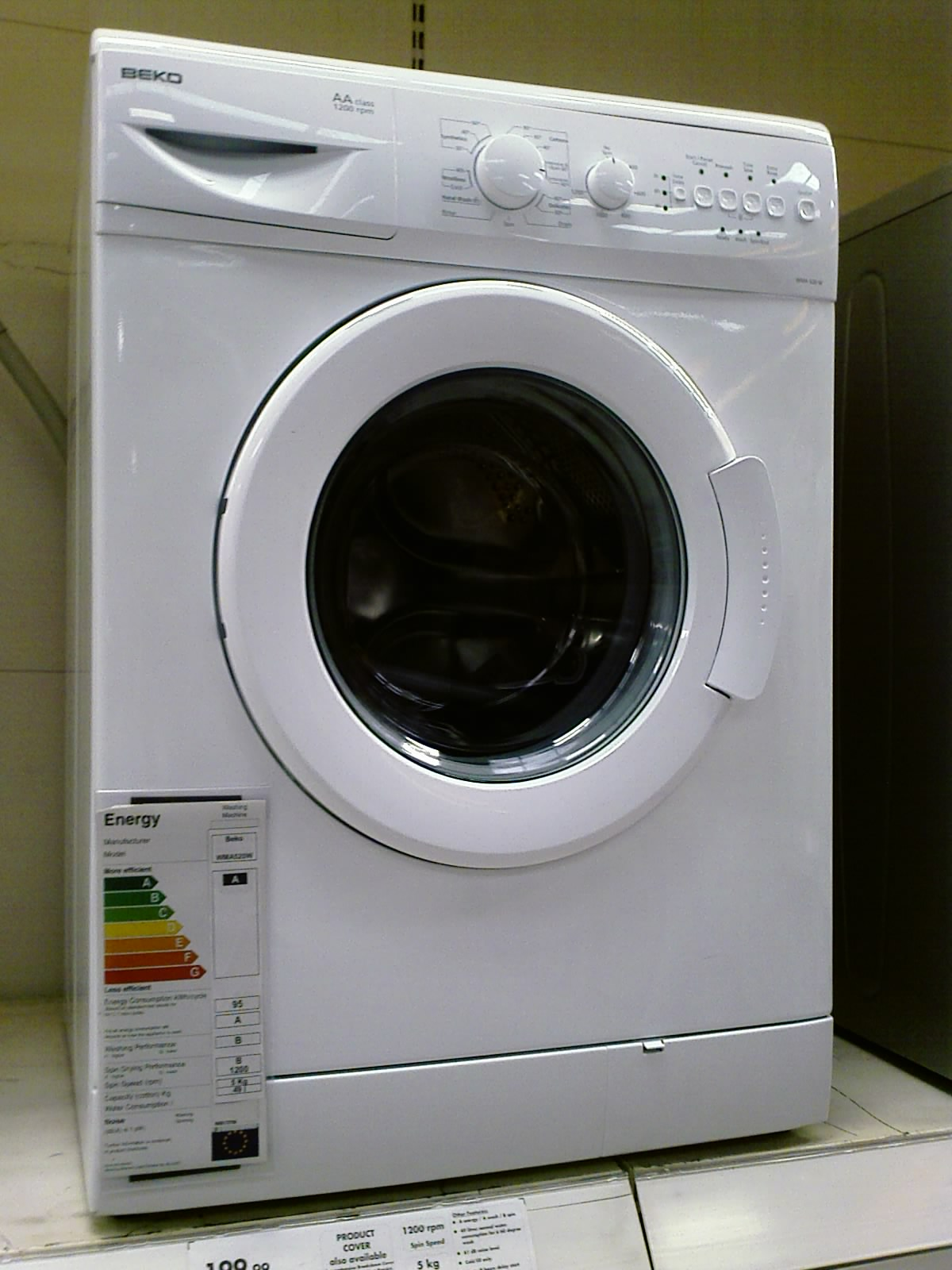
Lavatrice Beko a carica frontale
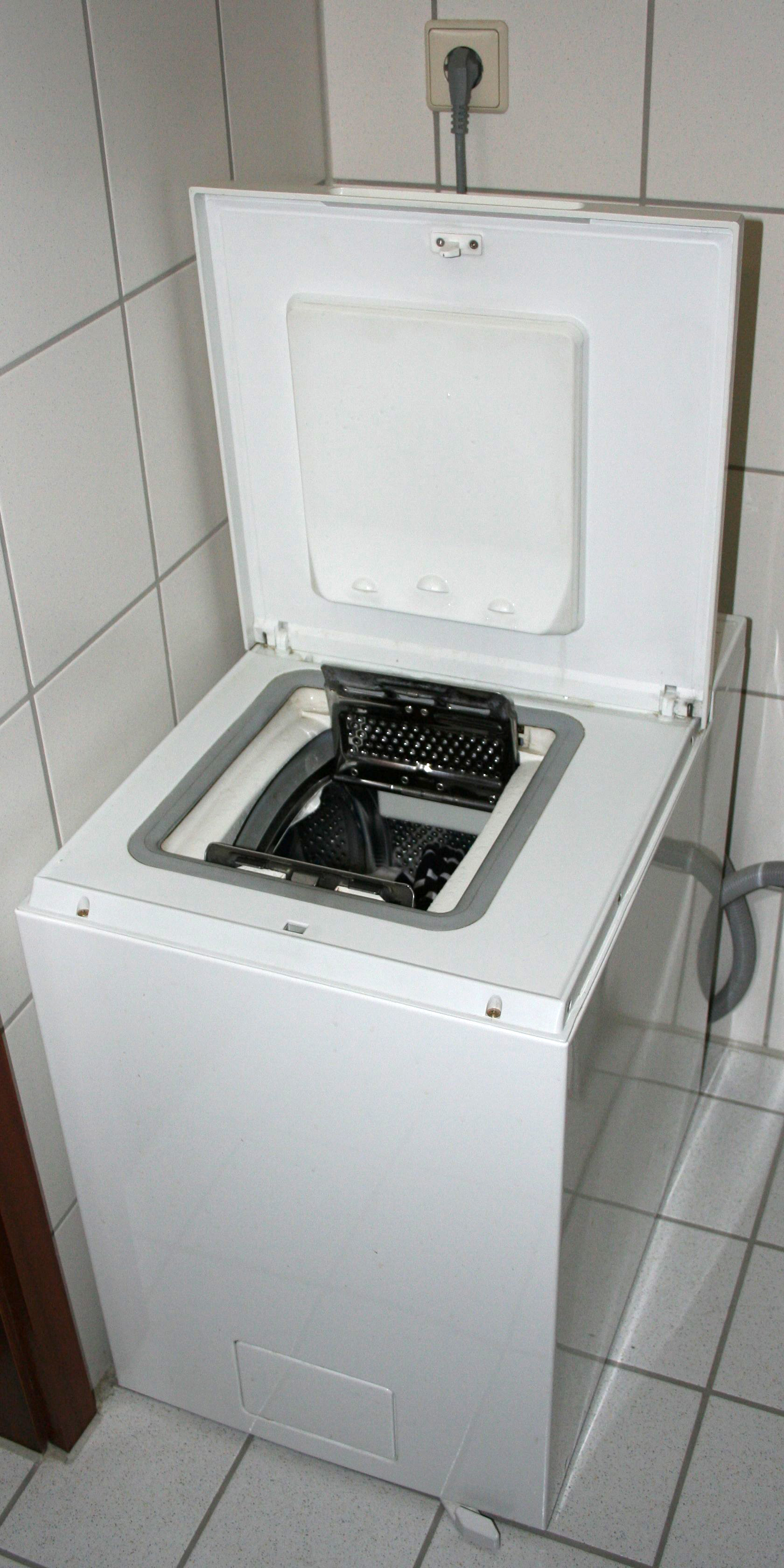
Lavatrice a carica dall'alto con sportello aperto
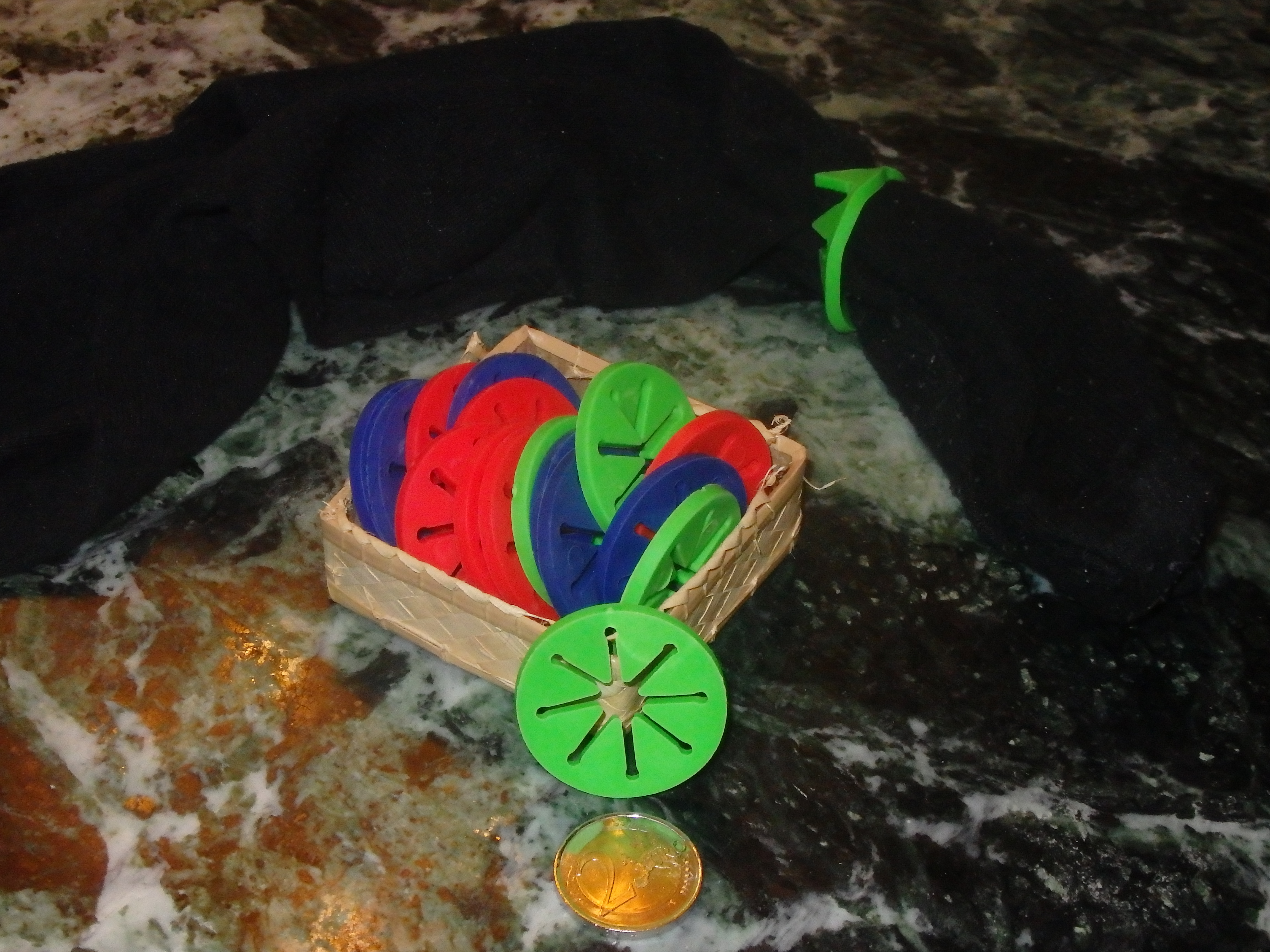
Strumento per appaiare preventivamente le calze già al momento dell'immissione nel cesto del bucato o nella lavatrice.

### Lavatrici a gettoni

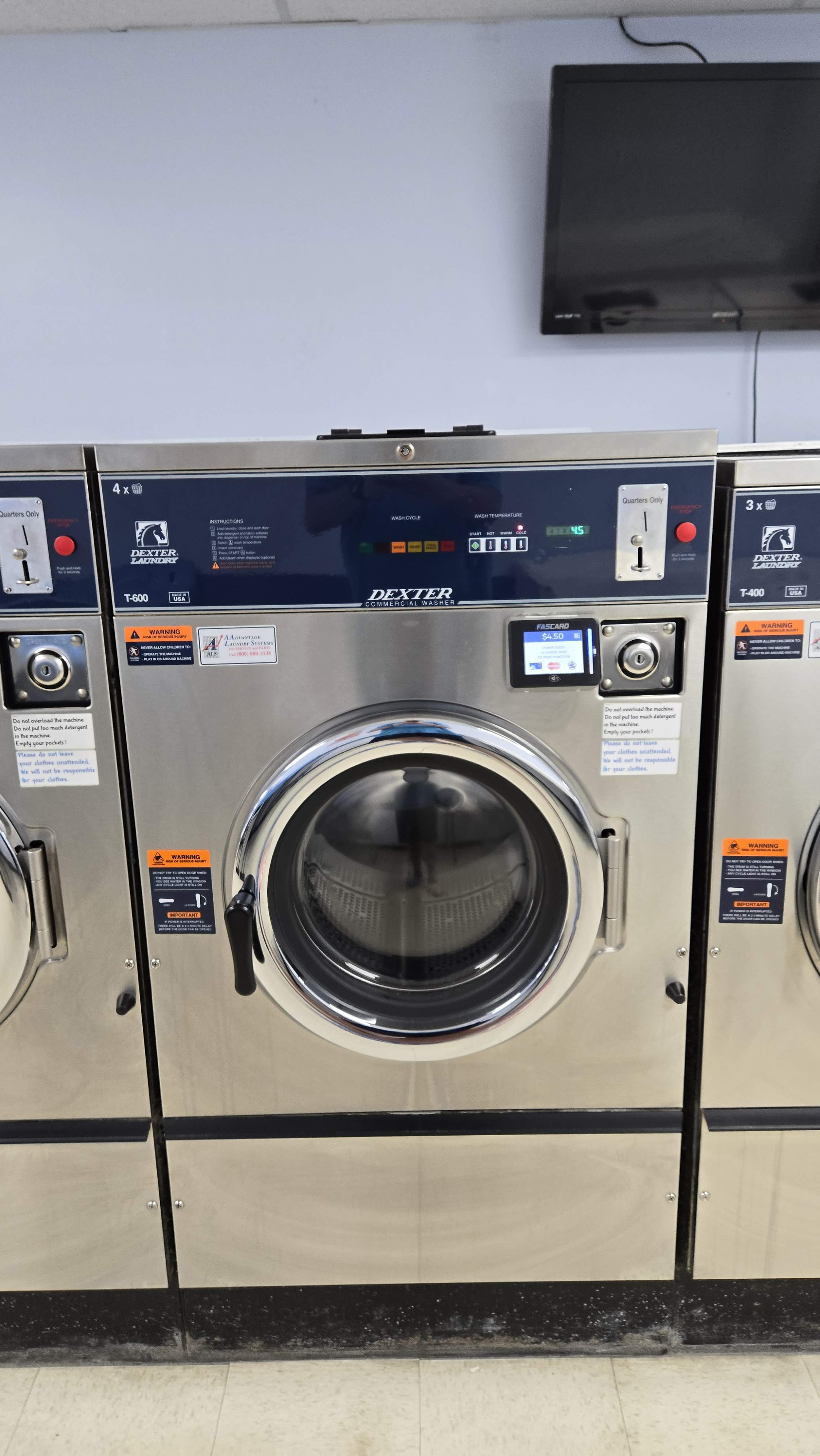
Lavatrice a gettoni Dexter C-Series T-600

### Lavatrici industriali
Nell'uso industriale lo scopo delle lavatrici non è solo quello di lavare vestiti, ma di operare anche su fibre tessili non lavorate, filati e pezze di tessuto. Il lavaggio può essere finalizzato alla rimozione di sporcizia, di residui di tintura o di filati d'appoggio utilizzati durante la lavorazione. Ad esempio, la lana appena tosata viene lavata per eliminare lo strato di grasso presente sulla fibra.

La lavatrice trova impiego anche nell'industria meccanica, per il lavaggio di pezzi ottenuti durante varie lavorazioni, ad esempio come macchina a controllo numerico, monostadio e multiporta, in azione fra la fine delle lavorazioni interne dei metalli e l'inizio dei montaggi finali.
In edilizia esistono macchine lavatrici utilizzate per il lavaggio di sabbia, ghiaia e pietrame destinati ad essere utilizzati come materiale inerte per la preparazione del calcestruzzo, allo scopo di eliminare da tali materiali l'argilla e la terra che altrimenti comprometterebbero la resistenza del calcestruzzo. Alcune di queste lavatrici, oltre al lavaggio, svolgono anche la funzione di vagliatura, per cui sono dette "vagliolavatrici".
Nell'industria olearia si usano macchine lavatrici per il lavaggio delle olive preliminare alla molitura; in entrambi i casi il principio di funzionamento è sostanzialmente lo stesso delle lavabiancheria, si basa cioè su un cestello forato che viene riempito d'acqua e fatto ruotare. Macchine simili sono utilizzate per il lavaggio di frutta, tuberi e ortaggi.

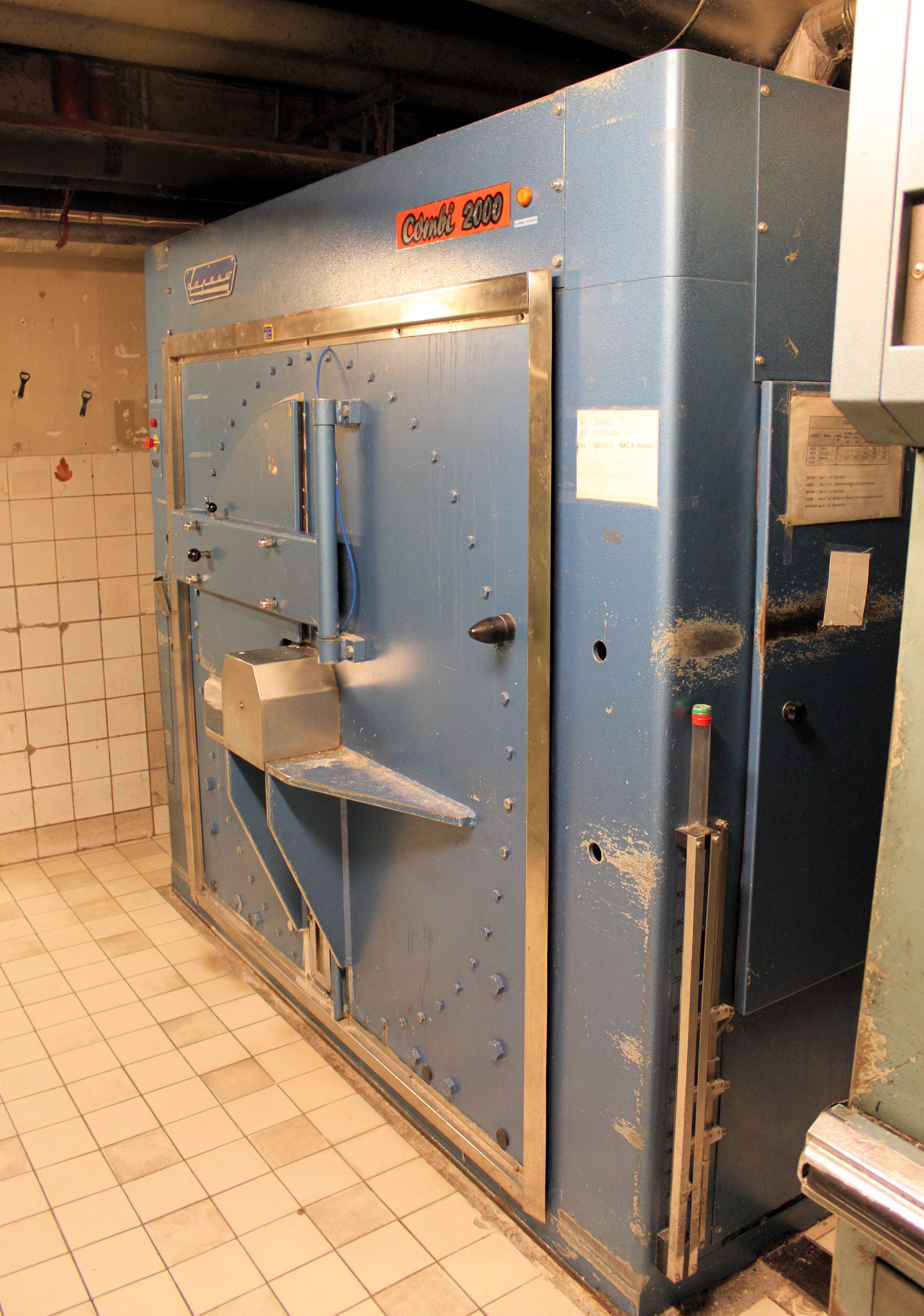
Lavatrice Lapauw Combi 2000 degli anni 1980, utilizzata nella lavanderia dell'hotel Hilton a Bruxelles
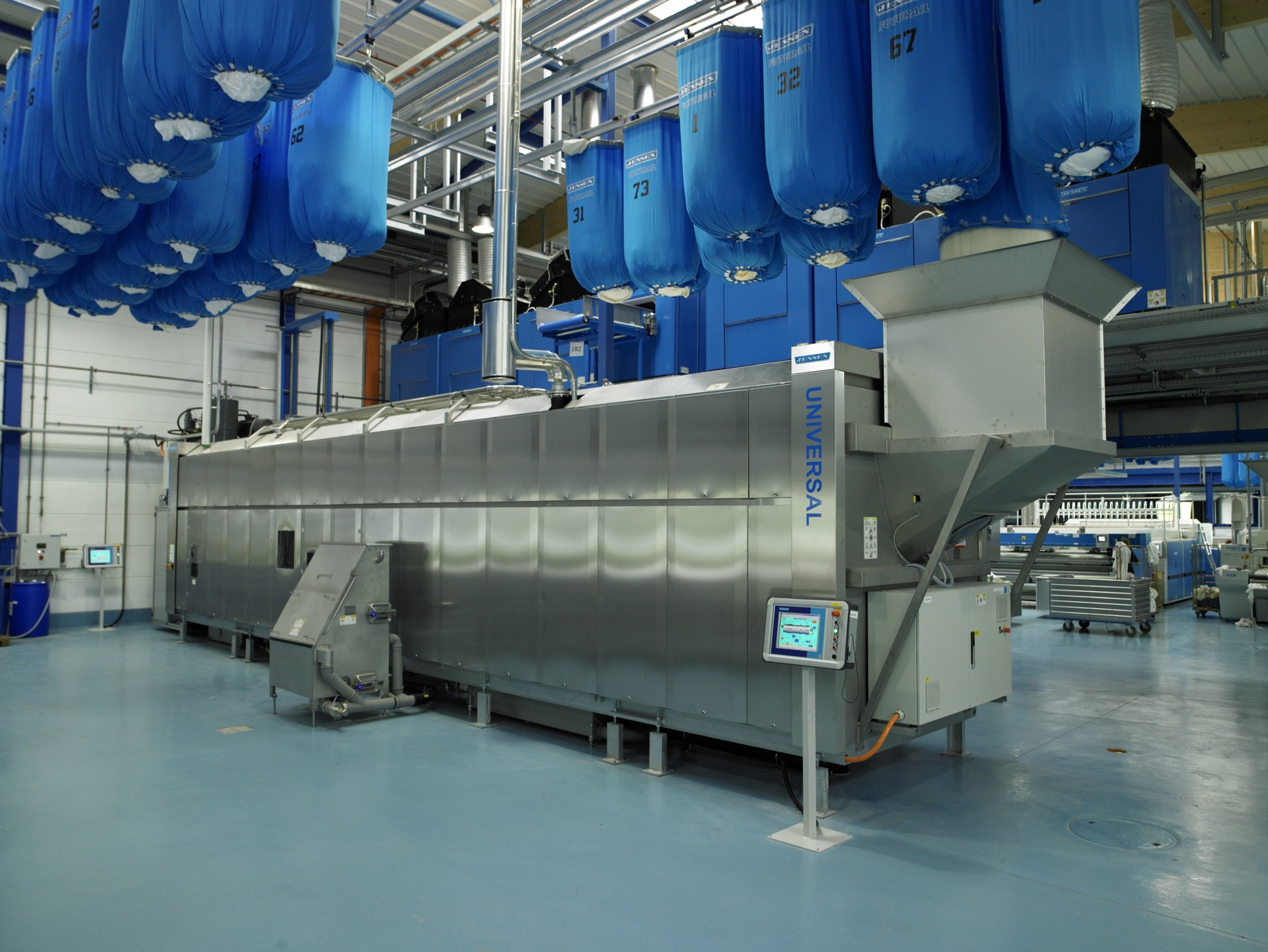
Macchina lavatrice di una lavanderia industriale
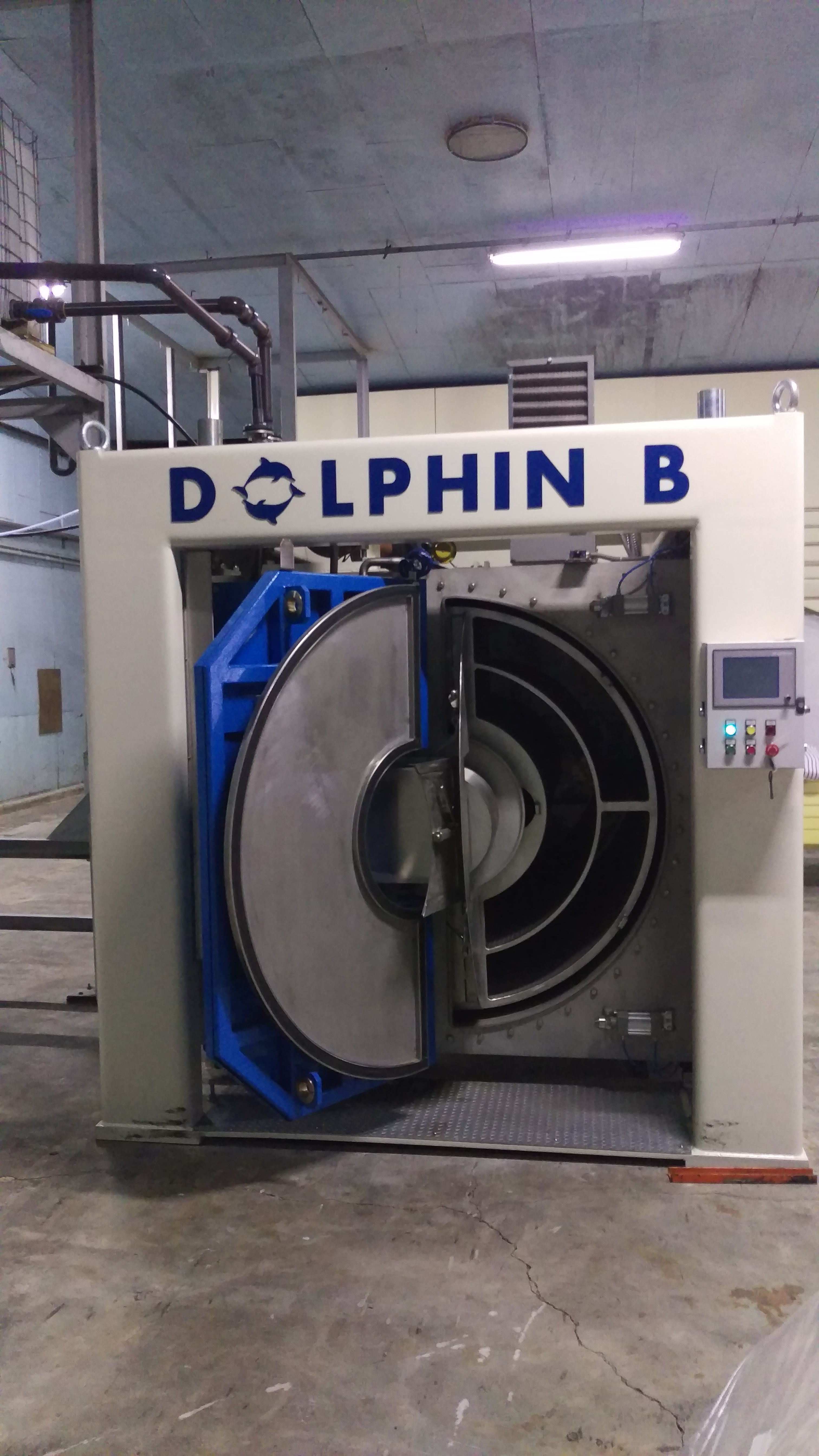
Lavatrice industriale per materassi

## Differenze e interazioni tra lavatrice, asciugatrice e lavasciuga
L'asciugatrice è una macchina che esegue l'asciugatura della biancheria.
È una macchina indipendente dalla lavatrice. Esistono asciugatrici meccaniche a centrifuga, dette estrattori, ed essiccatrici che asciugano con flusso di aria riscaldata.
Il numero di giri di centrifuga è un parametro importante per abbinare la lavatrice a un'opportuna asciugatrice. Le lavatrici che hanno una velocità di almeno 1000/1200 giri sono adatte a una asciugatrice, infatti più è veloce la centrifuga minore è l'acqua da far evaporare che è ancora presente nelle fibre e quindi il tempo di asciugatura. In paesi come la Gran Bretagna, dove le asciugatrici sono molto più diffuse, le lavatrici hanno velocità che arrivano anche a 2000 giri e le lavasciuga sono quasi esclusivamente a 1400/1600 giri per economizzare sul consumo di elettricità.
Per lavatrici con velocità di centrifugazione inferiore è consigliabile usare un estrattore, che lascia la biancheria molto più asciutta in pochissimo tempo. Alcune lavatrici multifunzione vengono chiamate "lavasciuga" in quanto possono sia lavare i vestiti che asciugarli.

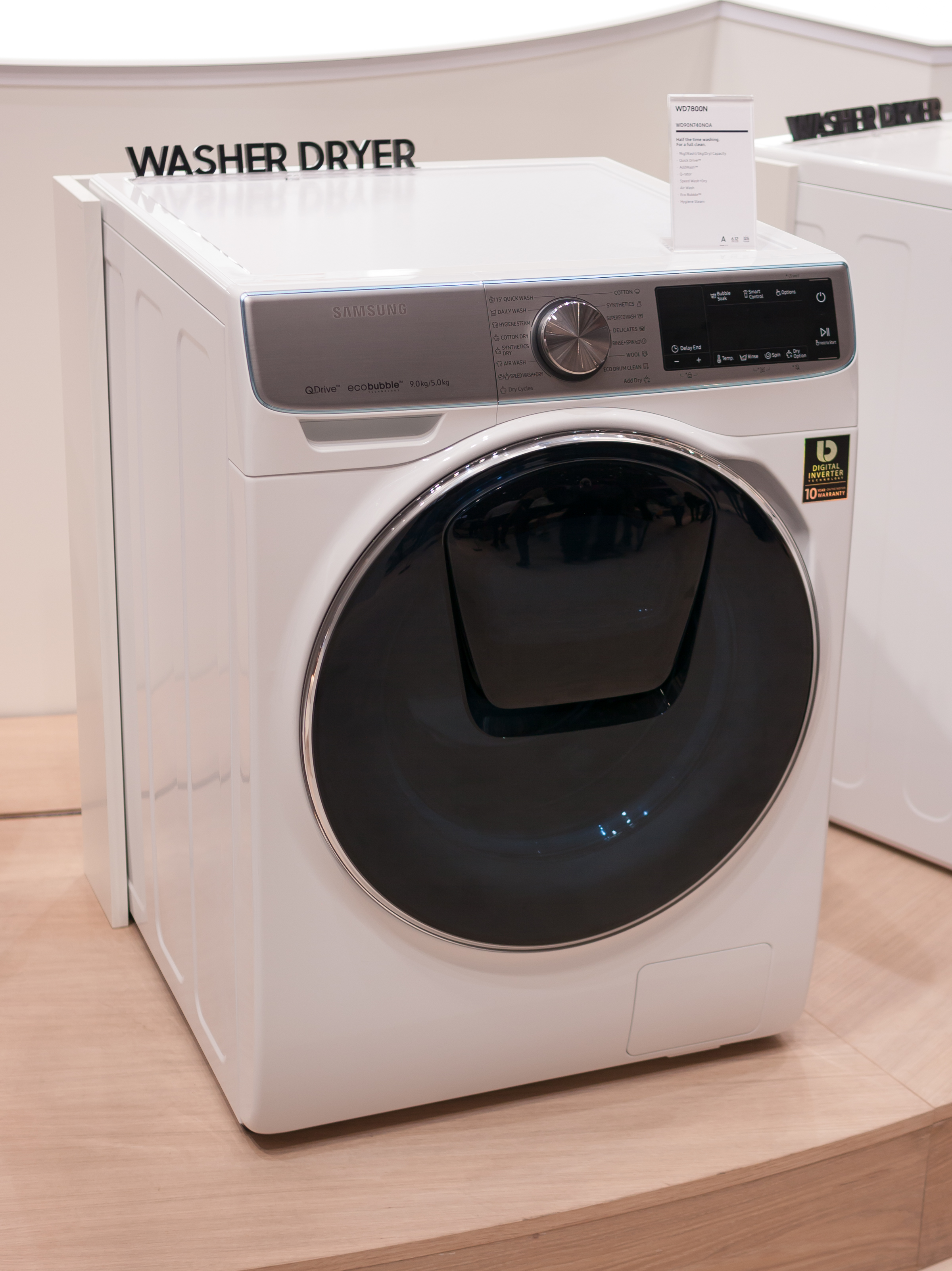
Lavasciuga Samsung (2018)
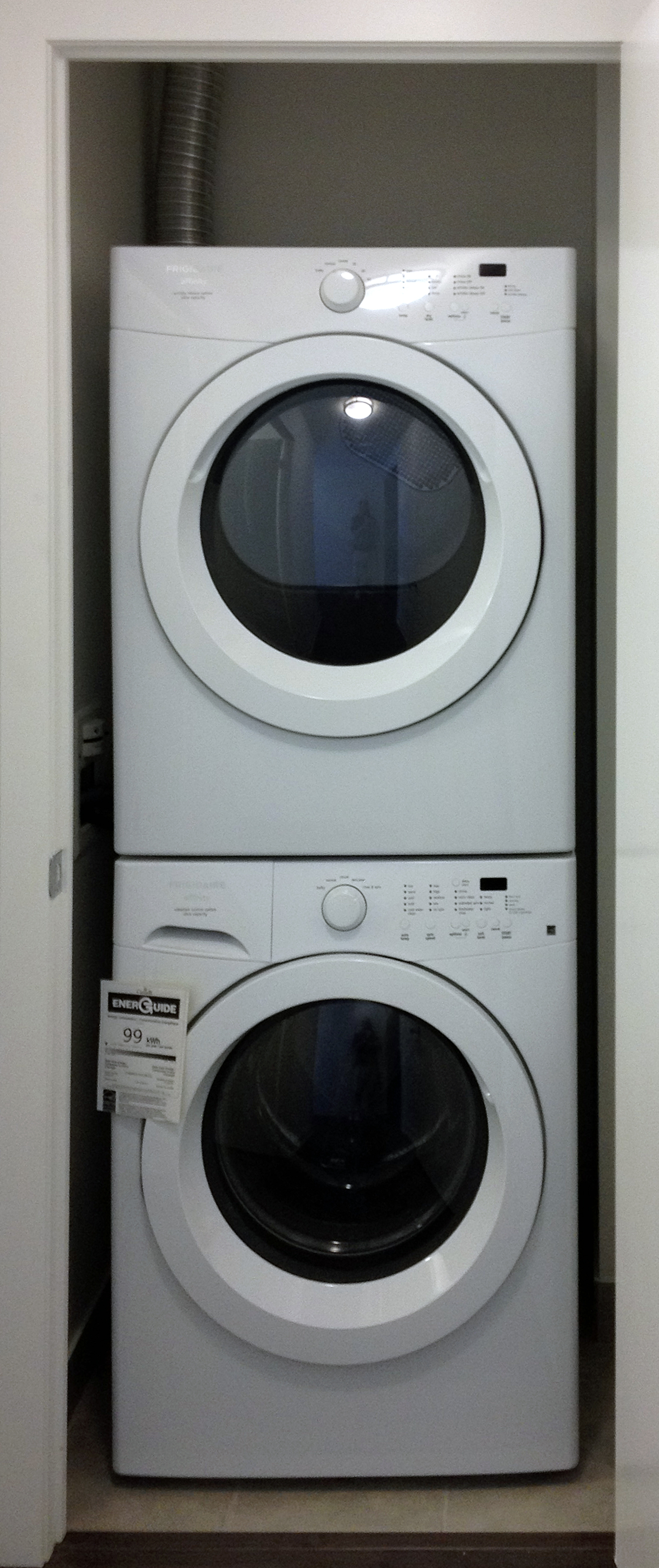
Lavatrice e asciugatrice

## Produzione

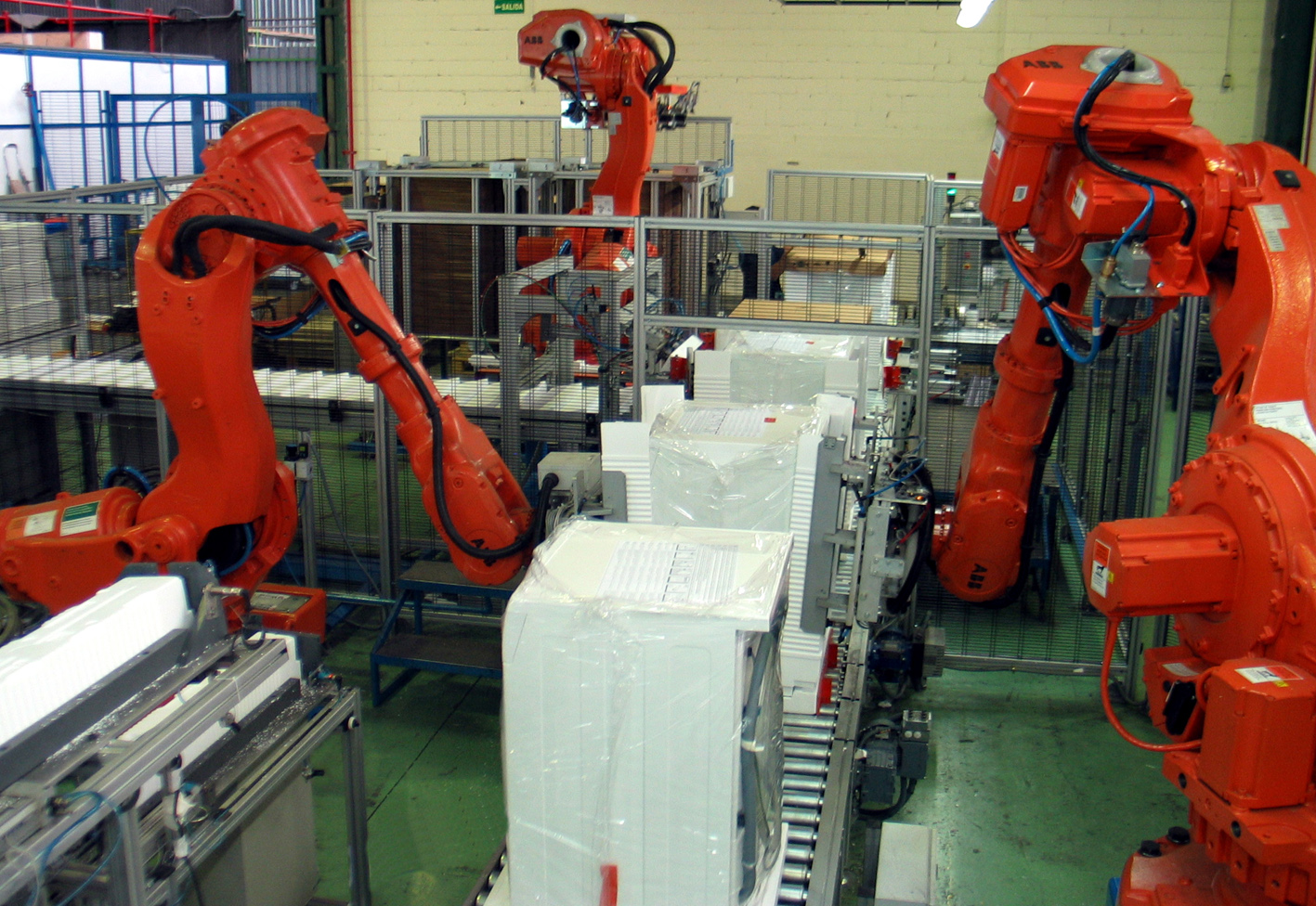
Imballaggio automatico di lavatrici con l'ausilio di robot

## Impatto sull'ambiente

### Etichetta energetica

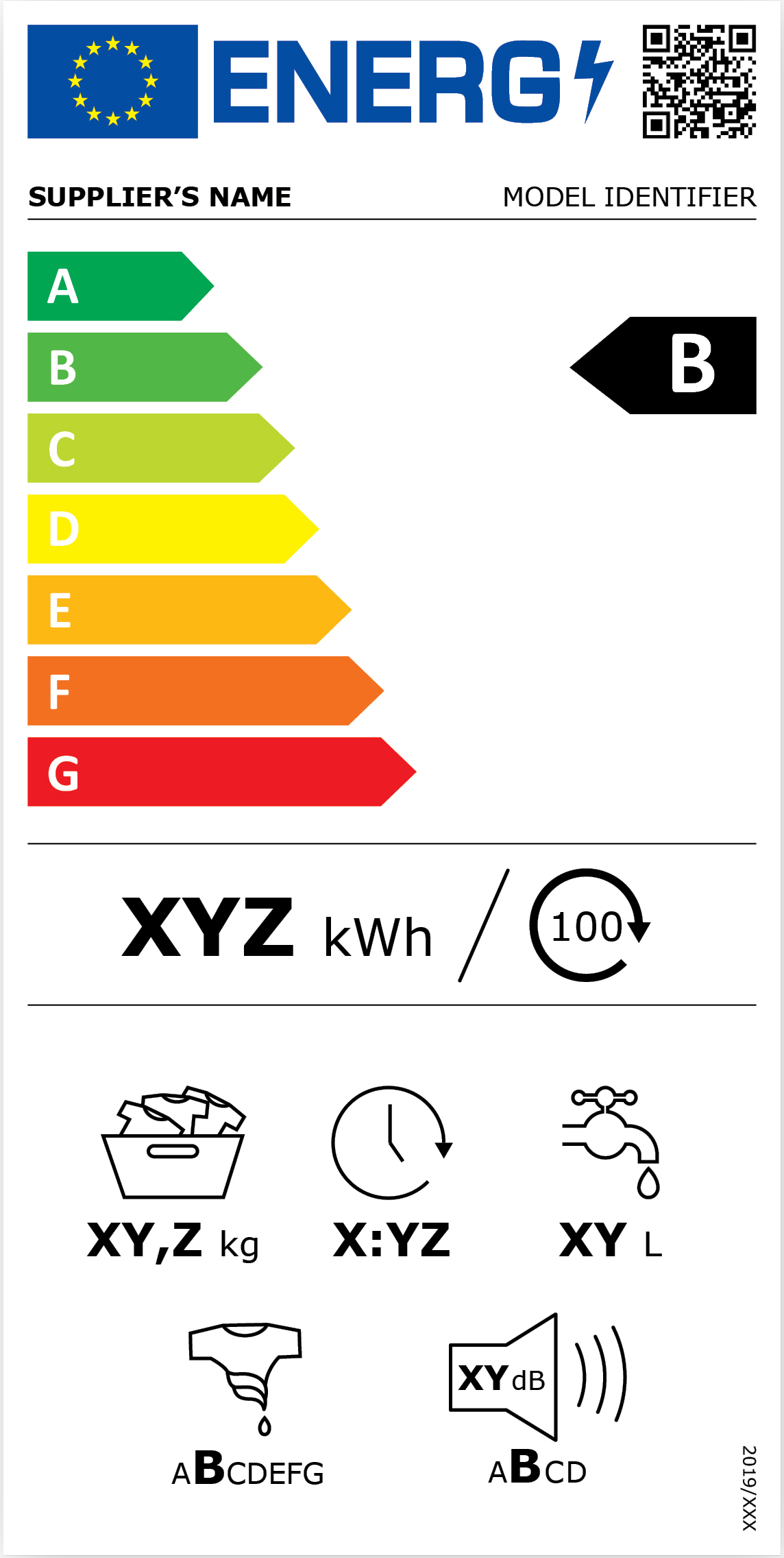
Modello di etichetta energetica per le lavatrici

Dal 1º aprile 1996 le lavatrici per uso domestico devono essere dotate dell'etichetta di efficienza energetica, che suddivide le apparecchiature in 7 classi di efficienza energetica, da "A" (più efficiente) a "G" (meno efficiente), a seconda di una serie di parametri verificati con un ciclo di lavaggio di cotone a 60 °C.
In seguito al raggiungimento della classe "A" dalla quasi totalità delle apparecchiature, dal 20 dicembre 2011 è entrata in vigore una nuova etichetta energetica, che include classi di efficienza superiori alla classe "A": "A+", "A++" e "A+++", con ciascun "+" a indicare una riduzione del 10% del consumo rispetto alla classe energetica "A".
Dal 1º marzo 2021, con l'introduzione del regolamento UE 2019/2014, l'etichetta energetica è stata riscalata, abbandonando i "+" e ritornando a una classificazione più intuitiva dalla classe "A" (più efficiente) a "G" (meno efficiente). A esempio, una lavatrice che con la precedente regolamentazione avrebbe fatto parte della classe "A+++" ora si ritrova in classe D, pur non avendo variato i suoi consumi (le nuove classi A, B e C, infatti, essendo di recentissima generazione, non erano state ancora valutate nella scala delle A+). Questa scelta è stata presa per rendere più facilmente distinguibili i prodotti più efficienti, dato che ormai quasi tutti i prodotti facevano parte delle più alte classi di efficienza energetica. L'etichetta energetica fornisce inoltre altre informazioni sul prodotto, come il consumo idrico in litri, l'emissione di rumore aereo, la capacità di carico in kg e altre informazioni che variano a seconda del modello.
Un'importante innovazione è stata attuata dalla svizzera "V zug", con la creazione di una lavatrice dotata di pompa di calore e quindi capace, a parità di temperatura di lavaggio, di dimezzare il consumo effettivo di elettricità. La via dell'impiego di pompe di calore nelle lavatrici non è attualmente seguita da altri produttori, poiché l'etichetta energetica europea non richiede che la temperatura dichiarata per i cicli di lavaggio esaminati venga effettivamente raggiunta: risulta quindi più conveniente, per consumare meno energia, scaldare meno l'acqua allungando al contempo la durata del lavaggio.